# Nemespann
Nemespann (szlovákul Paňa) község Szlovákiában, a Nyitrai kerületben, a Nyitrai járásban. Területe 1126 ha, 150-210 méteres tengerszint feletti magasságban. Egykori részei: Sósvölgypuszta, Lakits-major, Zsigárdpuszta.

## Fekvése

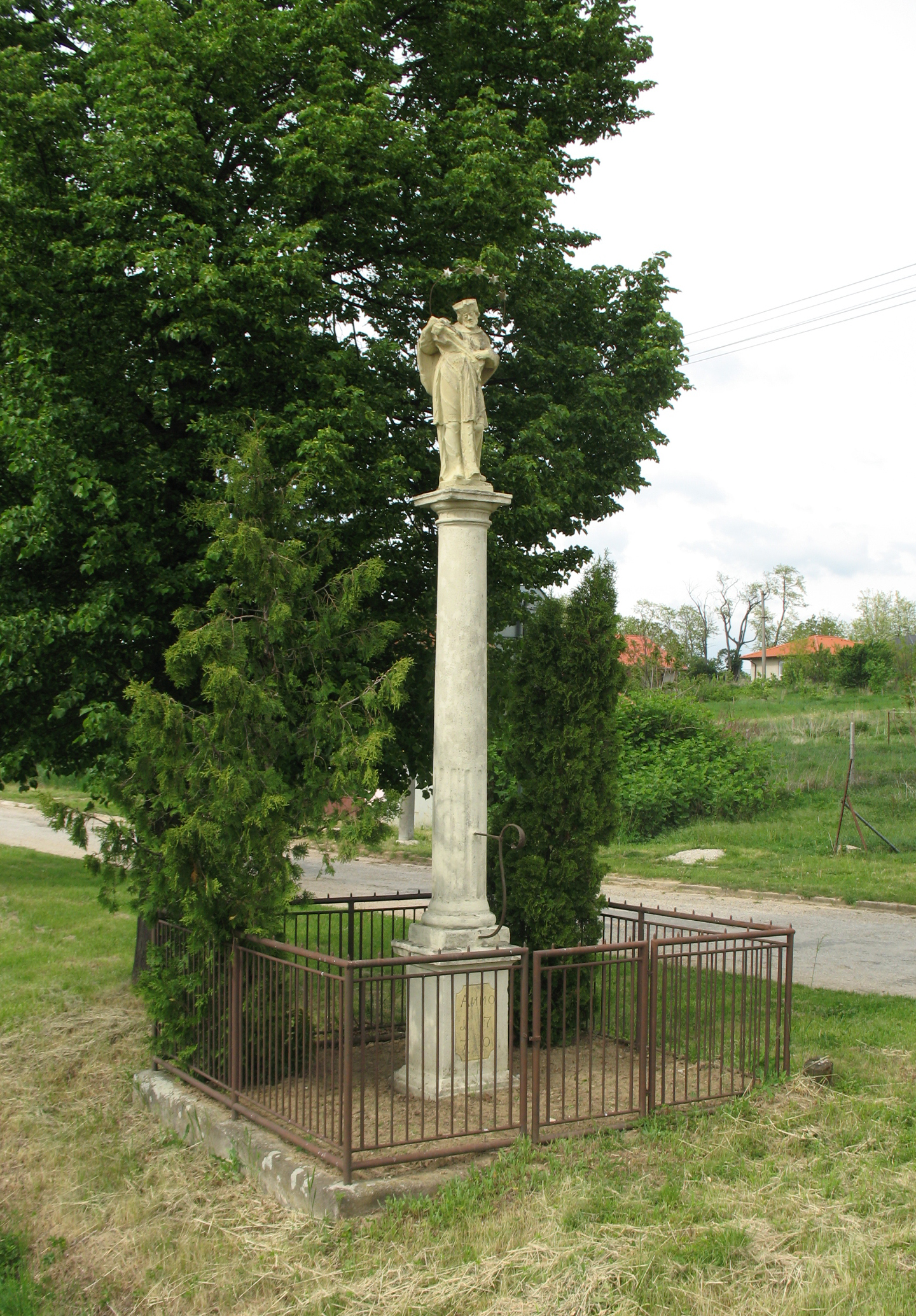
Nepomuki Szent János szobra a főutcán 1770-ből. 1867-ben Csiffári Lajos újíttatta fel
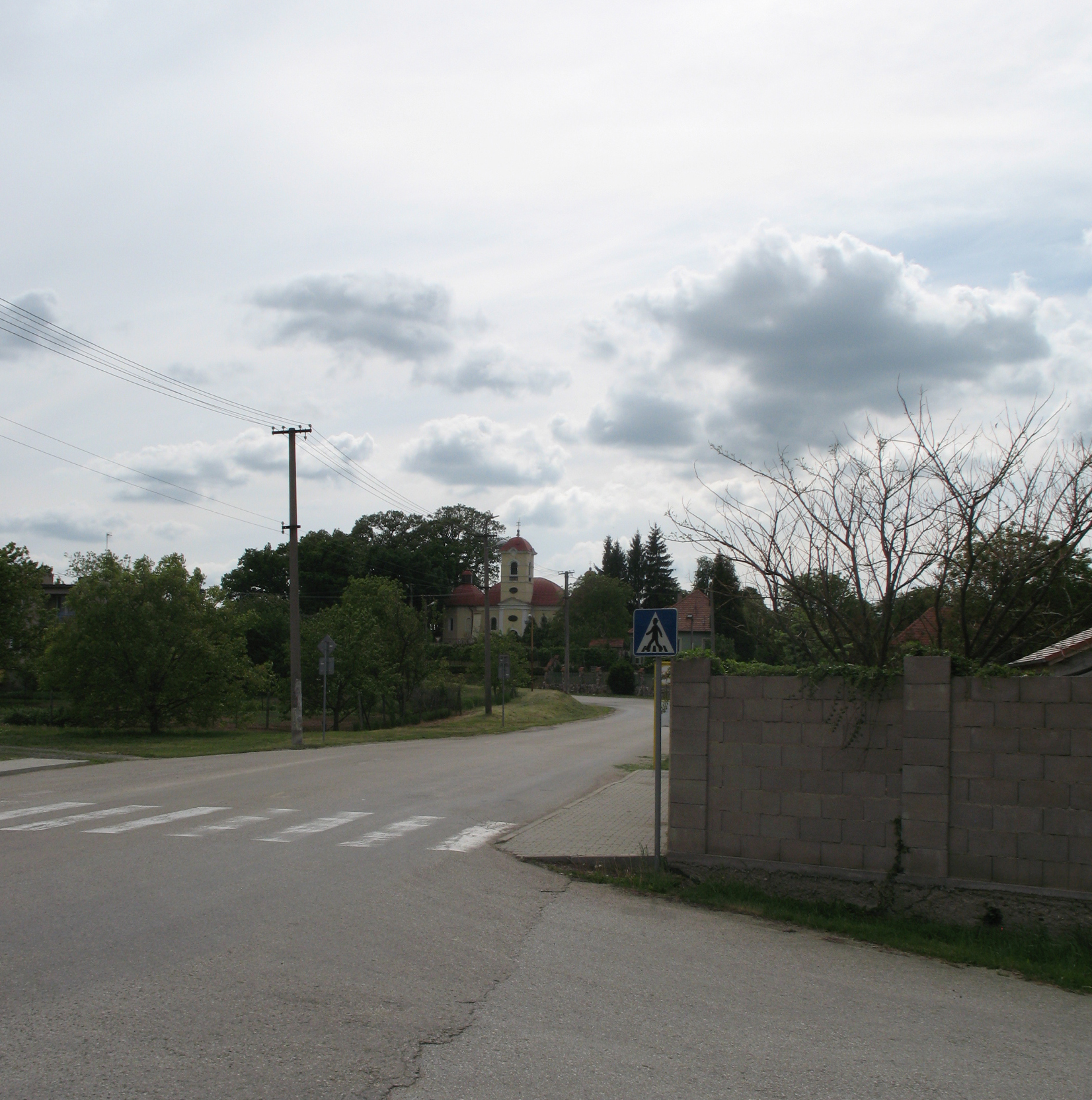
A templom a cétény-dicskei útról
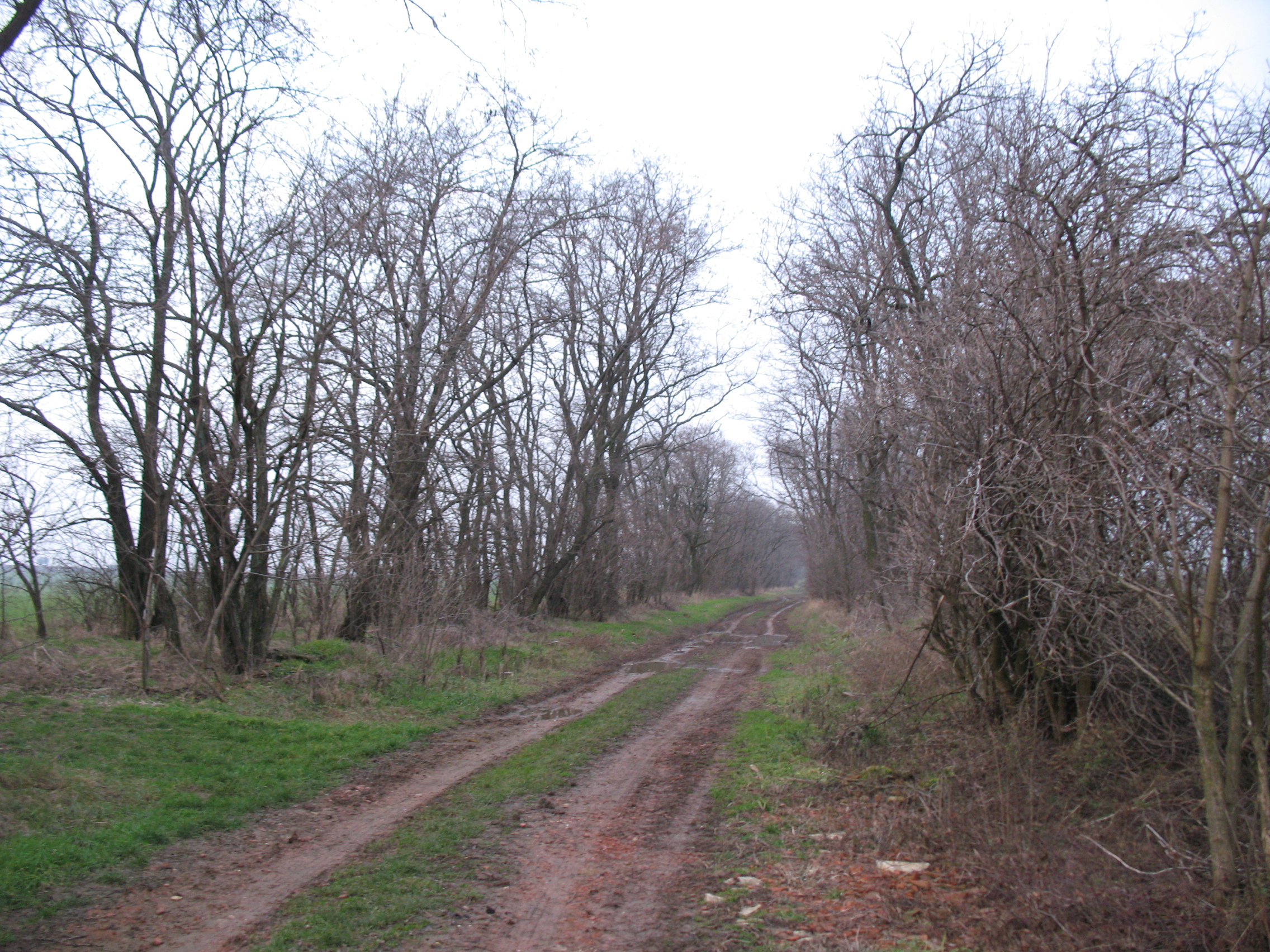
Csordaút

Pozsonytól 101 km-re keletre, Nyitrától 15 km-re délkeletre, Verebélytől 7 km-re nyugatra, a Dunamenti-alföldön, pontosabban a Zsitvamenti dombvidéken fekszik. Dombos, erdőirtásos földje késő harmadkori agyag és homok, rajta lösz. A falu a Nyitra folyóba torkolló Panni patak (Páni csermely) két oldalán terül el. A Nagycétény és Dicske közti úton található. Kulturálisan a Nyitra-vidéki magyarsághoz tartozik, mára a Zoboralja vidékhez is sorolják. A magyar nyelv szempontjából a Nyitra alatti fél- (verebélyi), vagy már csak nyelvsziget része (nyugati palóc nyelvjáráscsoport), számszerűsítve és a magyar kisebbség szempontjából szórvány. A faluban nyelvészeti gyűjtést Szinkovich Jenő végzett a 20. század elején, elemzése azonban nem jelent meg. Egy állítólag 1905-1908 körül gyűjtött cédulás kéziratanyagában, melyet az Új Magyar Tájszótár is felhasznált, Berencs, Nagykér és Nagycétény mellett Nemespann is szerepel mint gyűjtőhely. Valószínű, hogy eredetileg tanári kapcsolatai révén került kapcsolatba a falvakkal. Eddig csupán a közönséges cickafark és gombafajták (aszalógomba, molnárhátú gomba, pécskagomba) helyi megnevezései, illetve az ÚMTsz-ben közöltek ismertek belőle. Sándor Anna is végzett gyűjtést a Nyitra-vidéki magyar nyelvjárások felméréséhez, mely már a lemorzsolódást és a szlovák eredetű tájszavak, illetve szókölcsönzések magasabb arányát dokumentálta.
Dűlőnevei: Fészer haraszt, Fazék nyitvány, Pannihegy alatt, Tógátnál, Tölgyes, Zsigárd (1777). A Szárczó- vagy Macska-patak (Vajkon, szlovákul Lúžtek) forrása a községtől északkeletre található a kálazi Tóvölgyben, majd érintve Nemesdicskét (Szárczó) a Sósvölgyön keresztül (ahol major is volt) Vajk kataszterébe tér át és ott a Zsitvába torkollik. Hossza 5 km.
Időszakos vízfolyásokból korábban valószínűleg sokkal több lehetett a településen. A legkorábbi ismert és fennmaradt, de keltezetlen (19. század második fele) kataszteri térképen a patakon csak egy hidat jelölnek (a mai főúton) a többi, katonai felméréseken is jelölt átkelő csak palló lehetett, amilyet még a két világháború közötti fényképeken is látni. A pataknak a mai főutcán van egy jobb oldali érforrása is. Az említett térkép szerint időszaki vízfolyás lehetett a mai Dicskére vezető út is, mint ahogy az Eresztvényből is volt egy kétágú erecske, amin egy másik híd is volt a Zsigárdra (és tovább) vezető úton. A fő patak medre sekélyebb lehetett, ami nagyobb záporok idején hirtelen kiöntéssel fenyegetett (mint például 1947 februárjában) egészen a regulációig, amikor is a belterületen lényegesen kimélyítették és a betonelemeknek köszönhetően fel is gyorsították a folyást. A zsigárdi érnek is több ága volt, mint ahogy az a második katonai felmérés szelvényén is látható. A fő forrását valószínűleg valamikor a 20. század első felében kikövezték.

## Élővilága

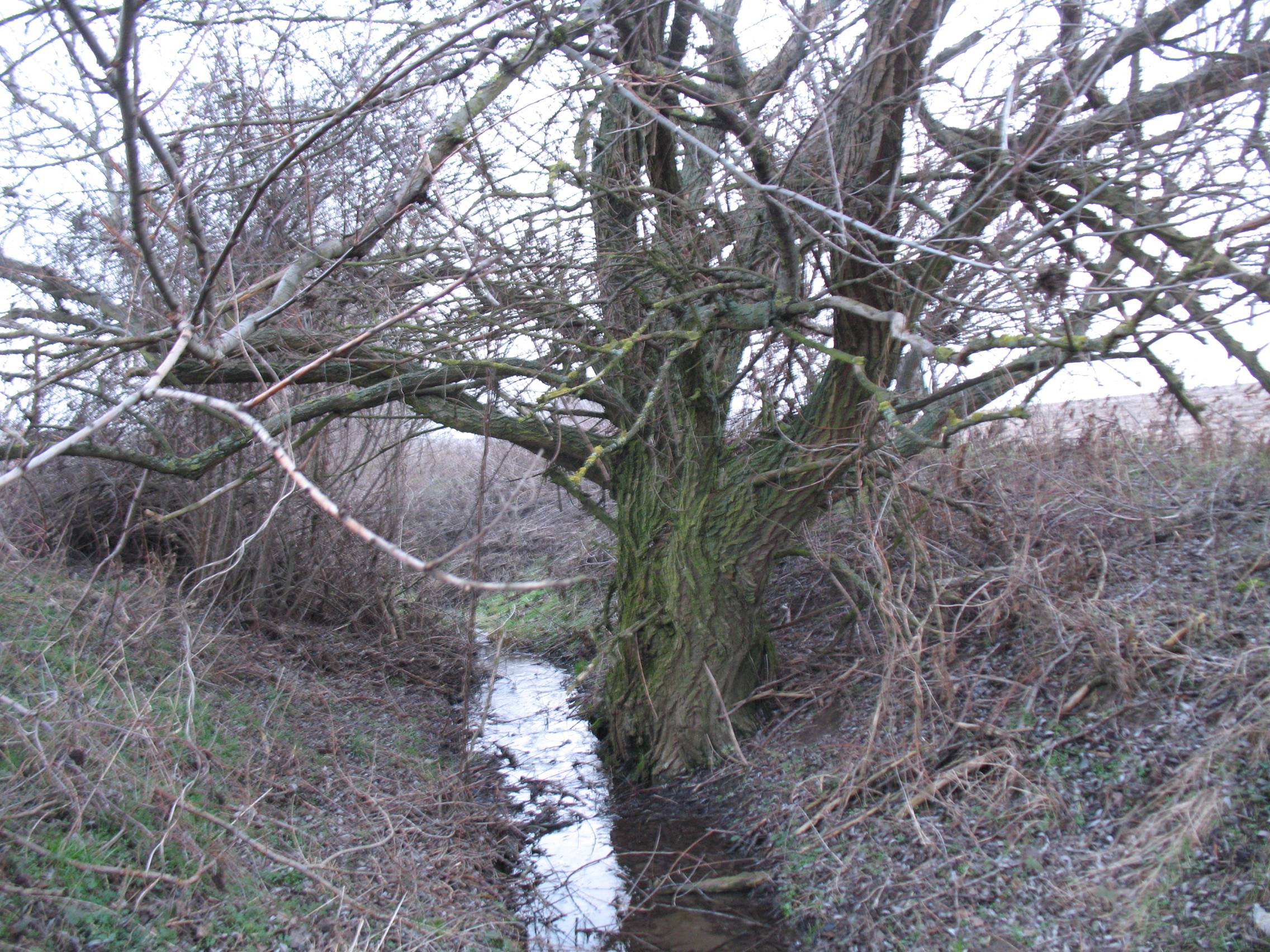
A panni patak a forrás alatt
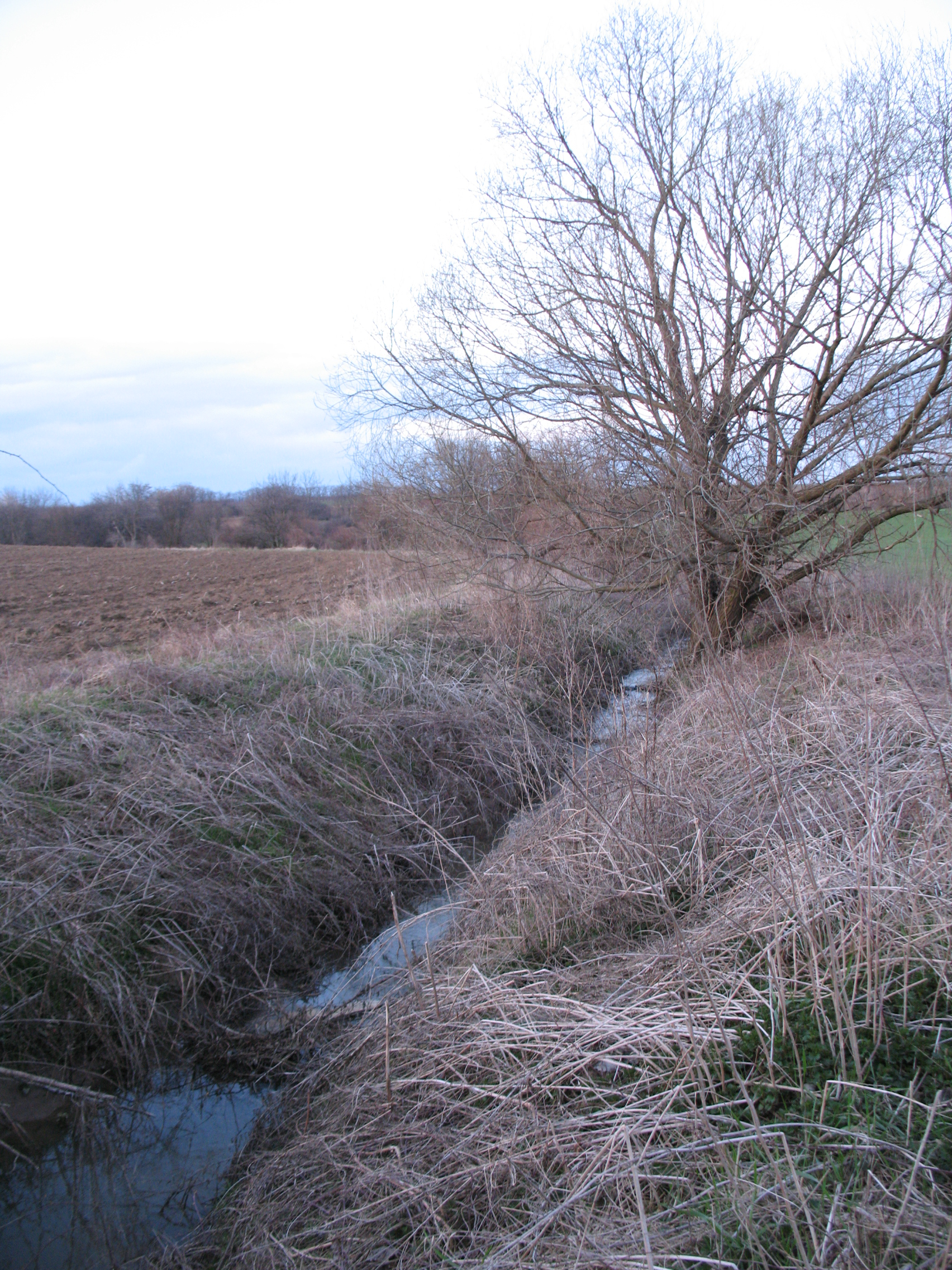
A Panni patak Zsigárdnál
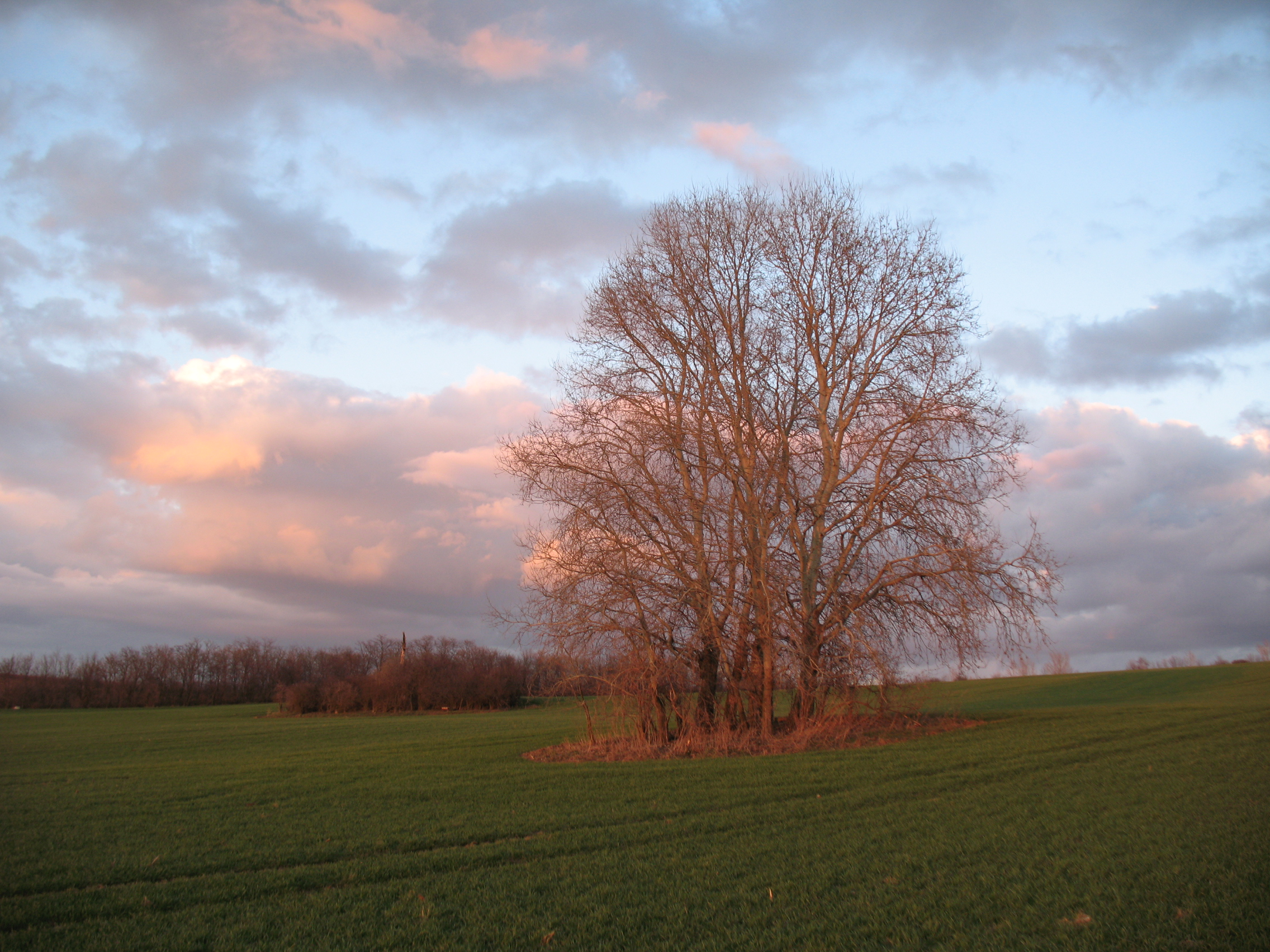
A Szent Orbán-kápolna és a kút Zsigárdon
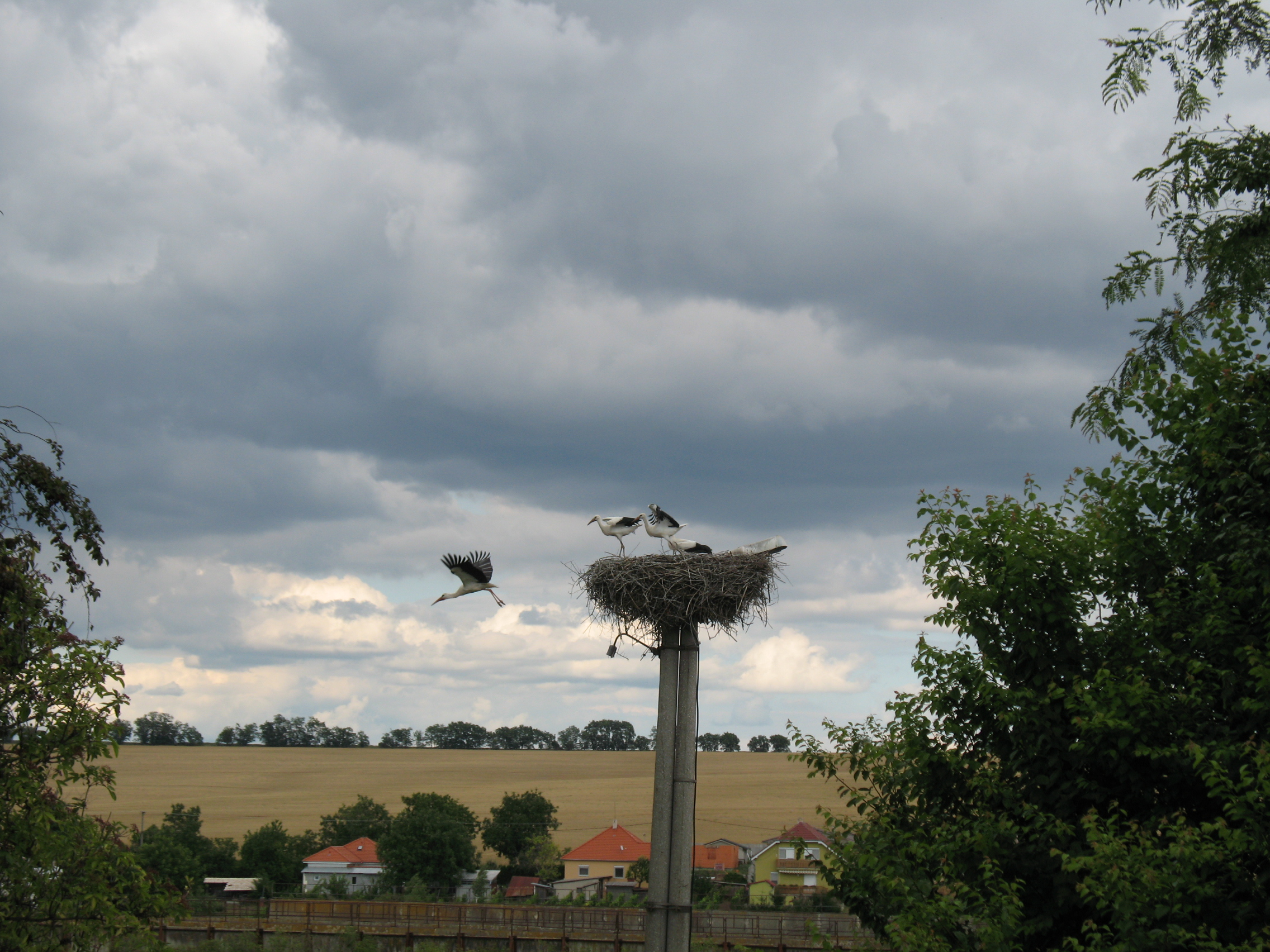
Gólyafiókák kirepülése 2012-ben
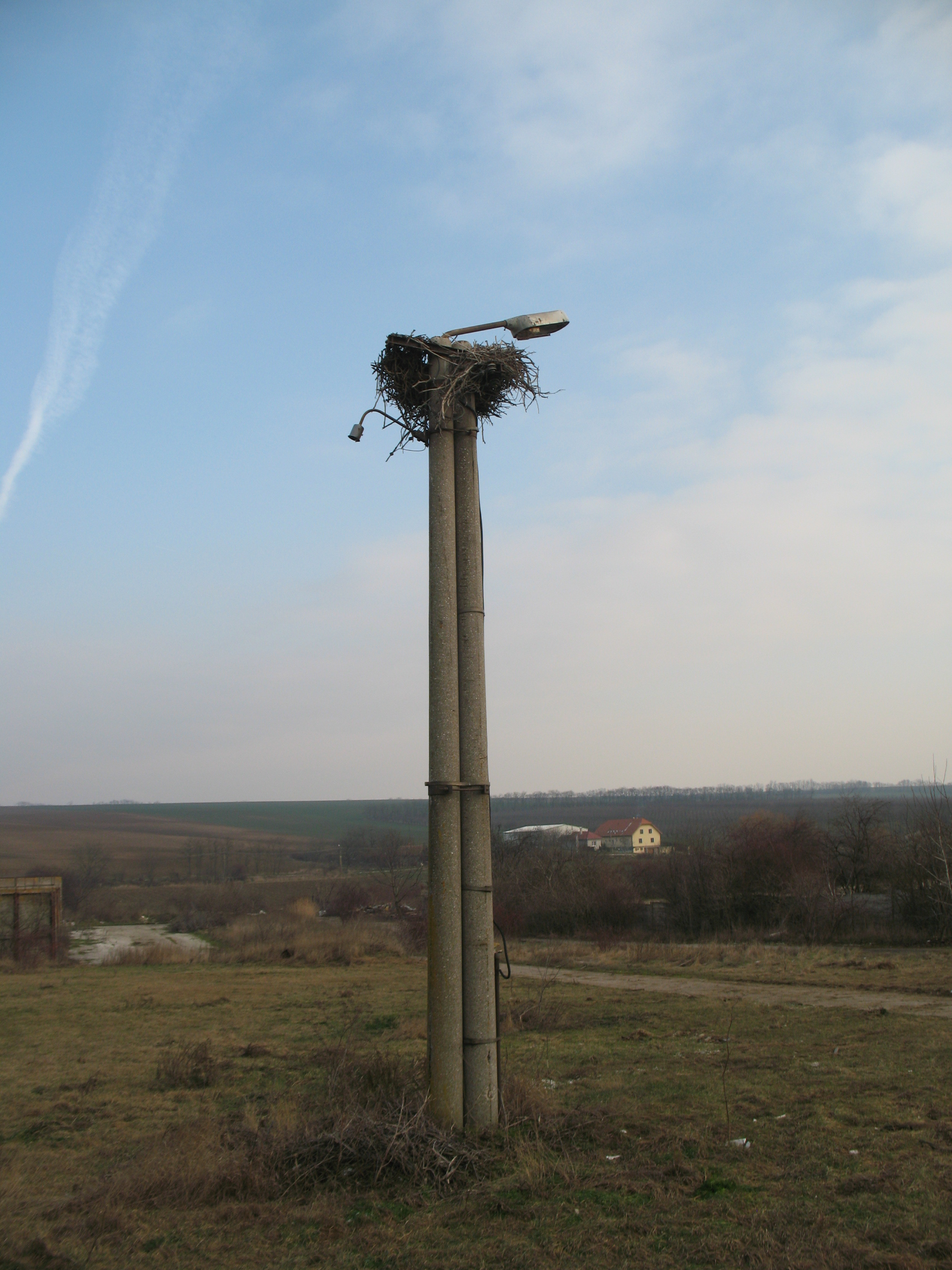
Sérült gólyafészek
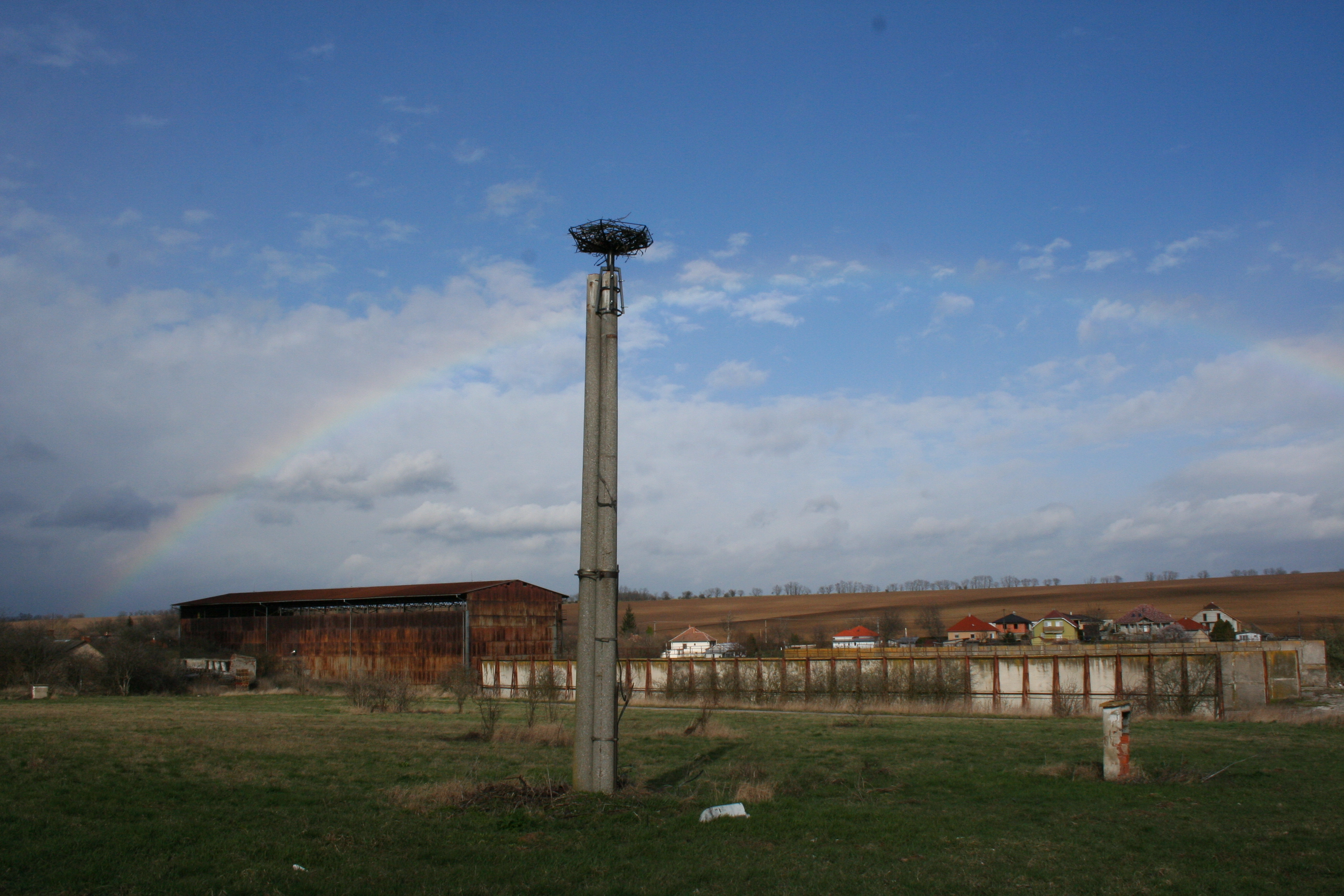
Az új alátét
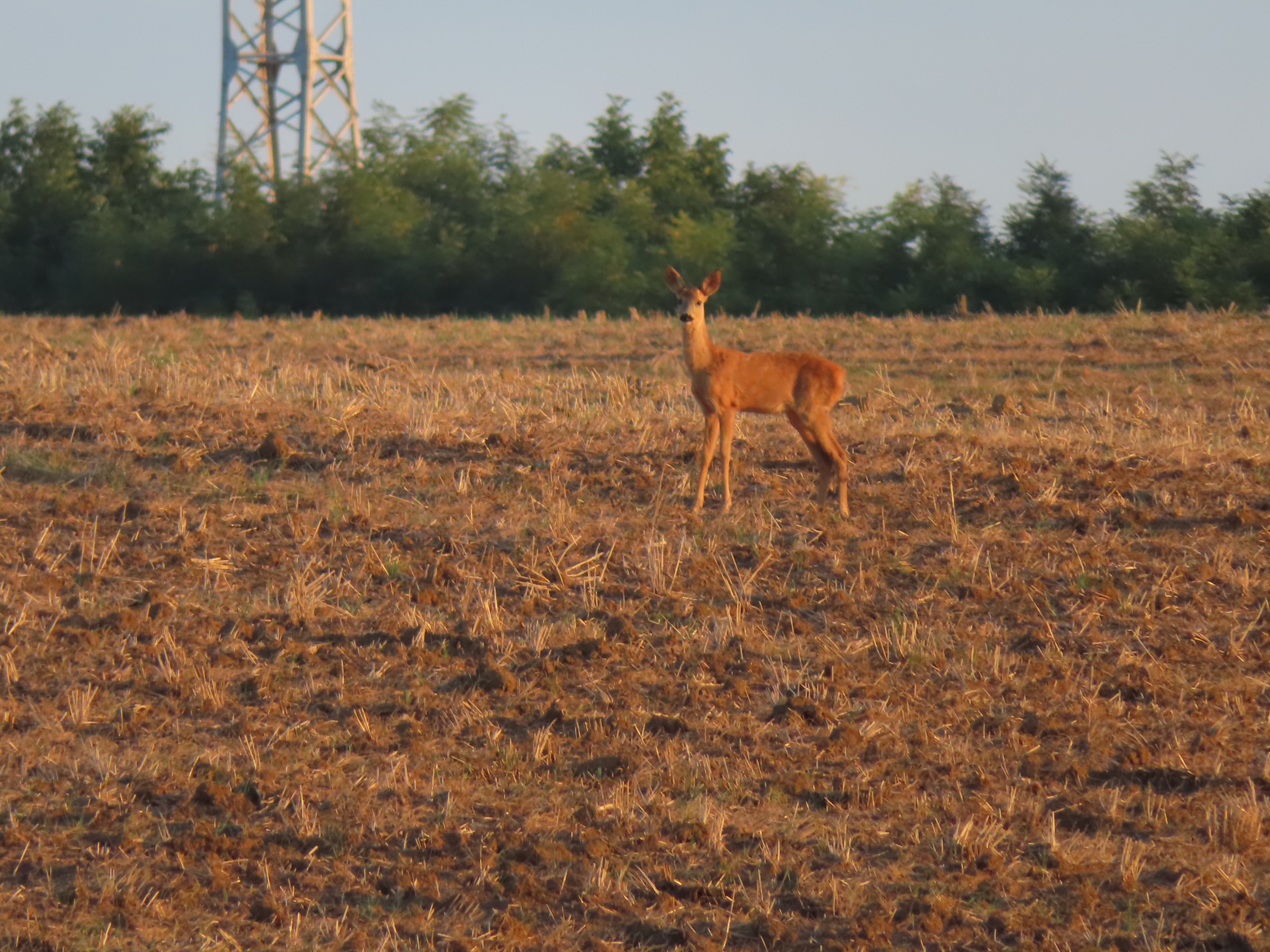

A falu területének egykori élővilágára az egykori térképek és dűlőnevek utalnak. A legkorábbi bizonytalan adat a rubetorum Ponharaztya (1397) ami bokros területre utalhat. Hasonlóan adatolt az újkorból a nyitvány, ami pedig megtisztított, kivágott területre utal. Lúgos élőhelyre következtethetünk a Sósvölgy puszta (Slaná dolina) névből, melynek Nemesdicskén van folytatása. A térképekből következtethetünk arra, hogy a Zsigárd-hegy és a falu kataszterének északi része az újkorban még erdős terület lehetett, de ezt a 18. század elejétől fokozatos, de intenzív irtással szőlőművelésre alkalmas területté alakították. Az első katonai felmérés (1783-1786 körül) szerint már erdős terület nem volt a falu kataszterében, csak a szomszéd falvakéban, ahol viszont uradalmi birtok lévén tilos volt fát vágni és gyűjteni. Fasorok bizonyára mindig is maradtak, főként út és határjelző céllal. 1732-ben például diófákat említenek.
A faluban mindig az egykori termelőszövetkezet területén volt gólyafészek. Jelenleg a terület végében, egy veszélytelenített elektromos vezetéken van egy gólyafészek, valamint egy háztetőn további potenciális fészek található. A használatban lévő fészekből 2011-ben állítólag három fióka kelt ki. 2012-ben szintén három fióka hagyta el a fészket, a felnőtt pár egyik tagja azonban megsérült és valószínűleg később el is pusztult, mivel 2013-ban már nem volt költés a fészekben. 2014 elejére a gólyafészek jelentős mértékben sérült, emberi beavatkozásra volt szükség, aminek során március közepén egy alátétet helyeztek az oszlopra. A falu közvetlen környékén, a Nyitra mentén ez az egyetlen gólyafészek, csupán a Zsitva mentén maradtak költő gólyapárok. Az állatvilágból a legszokványosabb az őzek és nyulak mellett az énekesmadarak és ragadozómadarak (baglyok, egerészölyv) jelenléte. Megfigyeltek itt többek között foglyot is. Az ún. csordaút mentén, főként a „rozsdás Krisztusnál" számos illegális szemétlerakat, főként építkezési törmelék található.
A vadászatnak Nemespannon is legalább száz éves hagyománya van. Ismert, hogy Csiffáry Jenő az egykori kántortanító is jó vadász hírében állt, s a két világháború közötti Csehszlovákiában a regionális politikai vezetők továbbra is közös vadászatokat rendeztek. Nemespannon jelenleg is működik vadásztársaság, története azonban feldolgozatlan. A vidék vadásztörténeteit Motesíky Árpád vadászíró örökítette meg, illetve itteni emlékeit is irodalmi formába öntötte.

## Nevének eredete

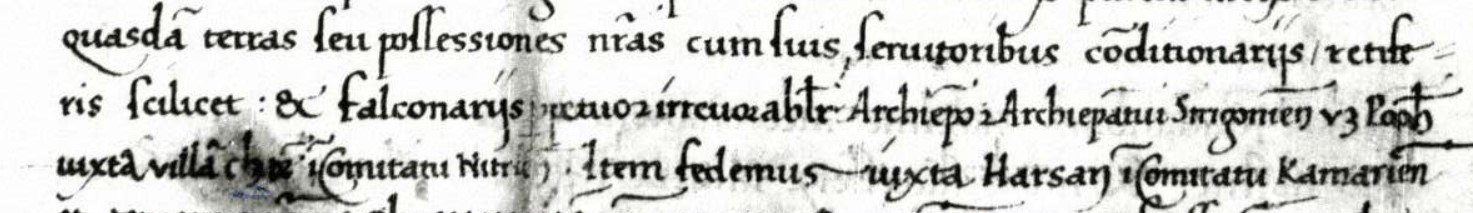
Nemespann első fennmaradt írásos említése eredetileg 1239-ből (DLDF 248088; másolat 1465)

A helység nevének eredetét korábban a panu/panica (medence/meder) szóból, illetve a Panteleimon személynévből[forrás?] eredeztetették, vagy magyar névadással nyugati szláv eredetű személynévből (Pány, jelentése úr). Az úr jelentésű Pány szót egyes nyelvészek a birtokosra (királyra, főúrra) vezetik vissza. A nemes- előtag kisnemesi lakosságra utal. Ez 1808-tól már biztosan kimutatható, de már a 18. század közepén is használták, sőt 1664-ben Nemes Pan néven szerepel a török adóösszeírásban. Pany alakban csak a helyi szlovákság, esetleg nyelvjárási lágyított formában használhatták, illetve szórványosan a második világháború után a szlovák alakból képezve. A helyi „szájhagyomány", népi etimológia szerint azonban a Töviskés (szk. Trniny) dűlőben lakó erdész lányáról, Pannáról kapta nevét. Mivel a faluról nem készültek alapos forrásmunkák, a történet keletkezésének idejét nem lehet behatárolni. Állítólag az egykori képeslapon látható Panna egykori lakhelye is.
A Zsigárdi-hegy nevének eredete (is) valószínűsíthetően szláv eredetű. Ellentétben egyesek vélekedésével, akik Zsigárd falu esetében a germán Sieghard személynévből, azt mint birtokosjelző névtől eredeztetik, a magyar kicsinyítő -d toldalékkal ellátott „szótő" a szláv nyelvekben a tüzet, vagy lángot jelenti. Ezt valószínűsíti az itteni középkori alak kétféle előfordulása is, ami a szóeleji magánhangzó betoldásra utal. A Sgar/Zsgar alak így még a g/h orrhangváltás előtti állapotot tükrözi, hasonlóan számos szláv eredetű helységnévhez (például Galánta, Galgóc stb.). A korábbi munkák ezt felégetéssel nyert területnek tartják, de nem zárható ki a pogány elemekre (hamvasztásos temetkezési rítus, esetleg pogány égető szertartások) való utalás sem. Egyéb magyarázatok is elképzelhetőek, érdekes azonban, hogy Kamocsán is középkori településnyomok találhatóak a zsigárdi dűlőben. Ezen felül Pozsonysárfő határában is ismert Sgar nevű rét.

## Története
A régészeti leletek tanúsága szerint a környék már legalább a bronzkor óta sűrűn lakott vidék. Az 1972-es gázvezeték-fektetés során végzett megfigyelések alkalmával némi későbronzkori és hallstatt kori cserépmaradvány került elő. Állítólag több gabonatároló verem is előkerült a múltban.
A mai Zsigárd határrészben – az írásos emlékek szerint – a középkorban egy korábban elpusztult település feküdt. (1156 Asgar, 1232 Ysgar.)
A mai települést 1239-ben IV. Béla adománylevelében „Poonh” alakban szerepel az első fennmaradt írott forrásban, mely említi. Ebben a király az esztergomi érsekség falvait mentesíti minden állami adó alól. Pannt, mint királyi halászok falvát, Céténnyel együtt pedig mint hálókészítőket és solymászokat említi.
1285-ben a Nyitrai káptalan előtt kibocsátott okiratban Pon föld alakban említik, egy szőllősi birtokper határjárásában. Említik még Ponkeere nevű patakot, illetve Zsigárdot, melyet Zygeere alakban írtak. 1310-ben a Nyitrai káptalan hitelesíti a panni nemesek egymás közti bérleti szerződését. 1335-ben is említik a falu birtokait. 1367-ben egy málasi birtokperben említik többek mellett Poon-i Pált. 1397-ben katonák felgyújtották a települést (?). Ekkor Pann mellett egy másik falu is feltűnik Ponharasztya néven. 1403-ban, 1424-ben Pon alakban szerepel a Komjátról Verebélyre vezető út és vajki vám kapcsán. 1429-ben nemespanni személyek szerepelnek tanúként. 1435-ben az érsekség dokumentumaiban tűnik fel. 1448-ban Dénes esztergomi érsek a husziták által Verebélyen, Dicskén, Cétényben és Nemespannon okozott károkra panaszkodott, mivel a husziták feldúlták egyházait és emiatt kérte a király segítségét. A „Pon" feletti Bérczen át vezető úton haladókat Vajkon vagy Kalászon vámoltatták a középkorban. 1493-ban a verebélyi érseki székhez tartozott, adóit (királyi dika) is azon keresztül szolgáltatták. 1494-ben pan-i nemesek (2 Munkagy de pan, illetve 3 másik Pani családbeli) szerepelnek tanúként.

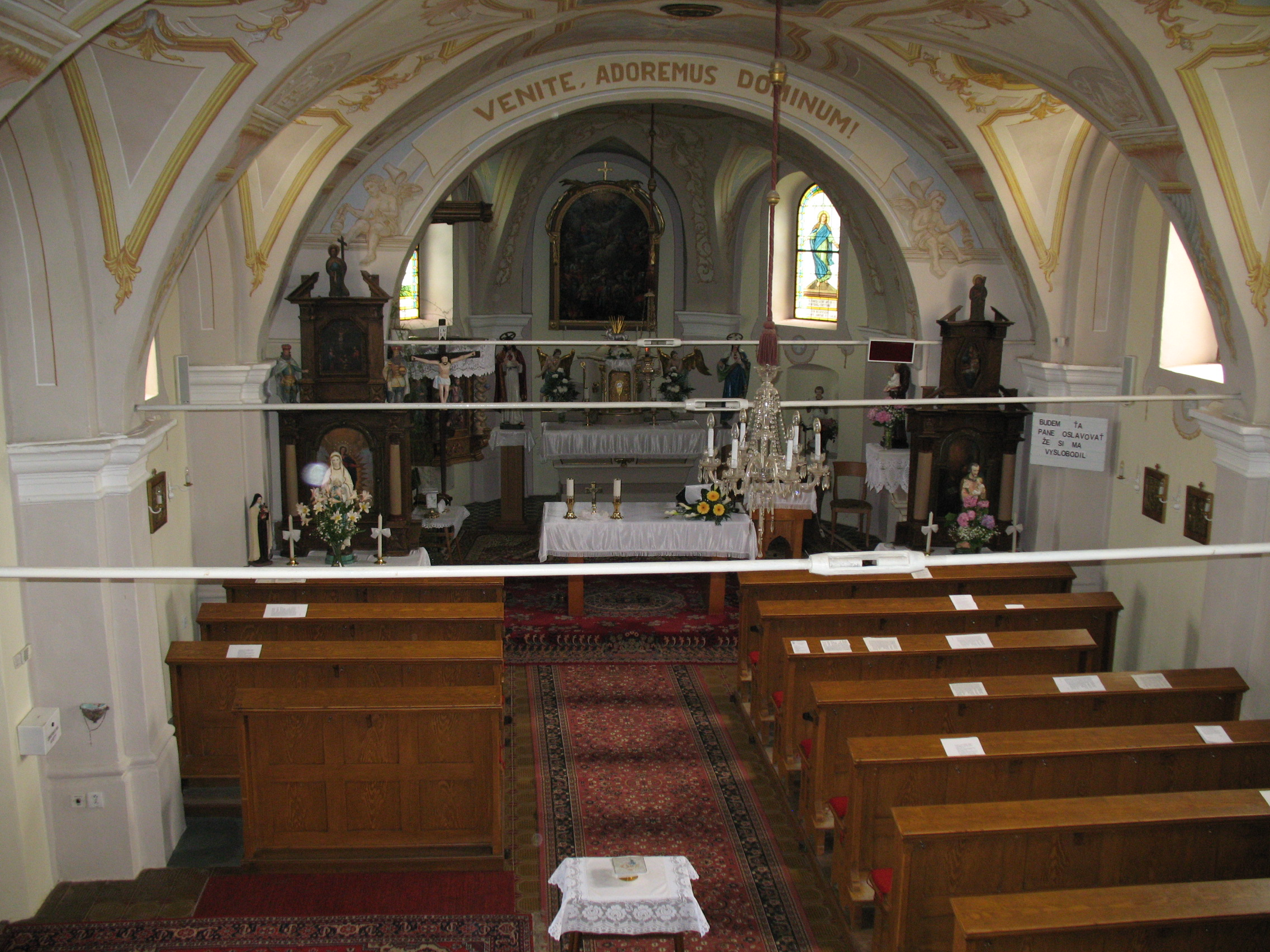
A templom oltára 2009-ben

Újabb fordulat következett a település életében a mohácsi csatavesztés után, mert több török támadás is érte. A források szerint az első támadás 1530 szeptemberében következett be. 1545-ben a török a közeli Alsó- és Felsőcéténnyel együtt Pannt is feldúlta, majd 1554-ben Verebély környékével együtt szenvedett súlyos károkat. Sajnos az Oláh Miklós féle 1550-1554 körüli évekből származó prediális székek összeírásában még a falu nem szerepel, de az 1554-ből származó leírás szerint 1 kuriális predialista telek volt a faluban. 1570-ben már az Esztergomi szandzsák igazgatása alatt állt, mely szerint 5 háza és 28 fejadófizető lakosa volt, de tulajdonképpen kétszeresen adózott a töröknek és az esztergomi érsekségnek is. Az 1571-73-as összeírások szerint 29-en lakták, 1572-ben körülbelül 20 (egyházi) nemes. Az 1587-1592 között készült urbáriumban Pan alakban szerepel. 1599-ben a török ismét Nyitra vidékét is dúlta. 1876-ban 188 darab ismeretlen korú aranyérem, valamint 1912 körül a faluban egy nagyobb, 16. századi éremlelet került elő. A második lelet 51 darab (48 ezüst és 3 arany) érme, valamint további tallérok és garasok az 1580-as és 1590-es évekből, melyeket egy támadás során rejthették el az ellenség elől.
1608-ban Forgách esztergomi érsektől Panyi Balázs után a Cékus, Ferenczy, Kristóf, Orly, Panyi, Szabó és Szánthó családok kaptak rá adományt. 1613-ban Bacskády Ferenc adta el részét Kristóf Mihálynak és feleségének, Ernyei Annának. A zsitvatoroki béke után, 1618-ban 60 falu fizetett adót a töröknek Nyitra és Bars vármegye déli vidékein. 1627-ig újabb 9 falut foglaltak el Bars vármegyében és ezer embert hurcoltak el. A következő években felégették Verebély és Aranyosmarót környékét (kb. 10 falut) is. 1632-ben a török feldúlta Cétény vidékét. Ugyanebben az évben Pani István, János és Mihály eladta szőlőjét Tóth Jánosnak, melyet Ürmény városa hitelesített. Csak 1652-ben sikerült kisebb győzelmet aratni felettük a vezekényi csatában. 1663 őszén elesett Érsekújvár, majd Nyitra vára is és így a dúlások áldozatává vált az egész környék. 1664-ben a török adólajstrom szerint 39 házában 46 család élt. Szőlőművelés már ekkor is folyt a falu határában (must tizedből 330 pint – 1650 akcse, akkoriban kb. 25 forint). 1669-ben Szelepcsényi György érsek Névery Miklósnak és Hamar Andrásnak adományozta az örökös nélkül elhunyt Jánosdeák Pál nemespanni örökös és zálogos jószágát. Nemespannon lakó Bogyó István és Bíró István a garamszentbenedeki konvent embere és a királyi ember általi beiktatáskor ellentmondtak, majd visszakoztak és újból az érsekhez folyamodtak. 1671-ben Néveren Névery Miklós örökös nélkül lévén Hamar Andrásnak adta örökbe az említett jószág felét. Az írott források alapján 1683-ban 18 pani származású predialista vesztette életét a Párkányi csatában, további 6 személy azonban épségben hazatért. Ez a névlista is bizonyítja az esztergomi érsek bandériumainak, s ezáltal magyar csapatok részvételét Esztergom végleges török alóli felszabadításában. Az elesettek magas aránya a harcok sűrűjére utal. A település csak 1684-ben szabadult fel a török iga alól.
A török idők után rendezték a birtokügyeket és közigazgatásilag az esztergomi érsekség verebélyi és szentgyörgyi széke alá tartozott, mint a predialisták kuriális faluja egészen 1848-ig. Az egyházi nemeseknek főképp Kollonich Lipót bíboros juttatott adományokat 1699-ben, majd később Csáky Miklós is. 1703 novembere és 1707 között a környező falvakkal együtt valószínűleg Nemespannt is többször katonaság szállhatta meg, illetve dúlhatta fel. 1711-ben 20 predialista család lakta. Több magas hivatalnok család lakott a faluban, valamint malom is működhetett. Zsidó lakosokra az első ismert említés 1745-ből származik. Az 1767–1774 közti úrbérrendezés időszakában csupán Balogh Sándor és Ferenczy Mihály birtokosok 1-1 házatlan zsellérét említik. Ekkor az 1770-es felmérés szerint nem volt urbáriuma az itt élő nemteleneknek. 1793-ig itt működött a szék egyik börtöne és hajdúszállása. 1848 után került Nyitra vármegye közigazgatása alá. A falu legrégebbi ismert pecsétje még a 18. századból származik, melyen eltérően a szék településeinek többségétől – melyeknek Szent Adalbert szerepel pecsétjein – itt egy ragadozó madár alakja látható. Körirata: N Pan falu pecsei.

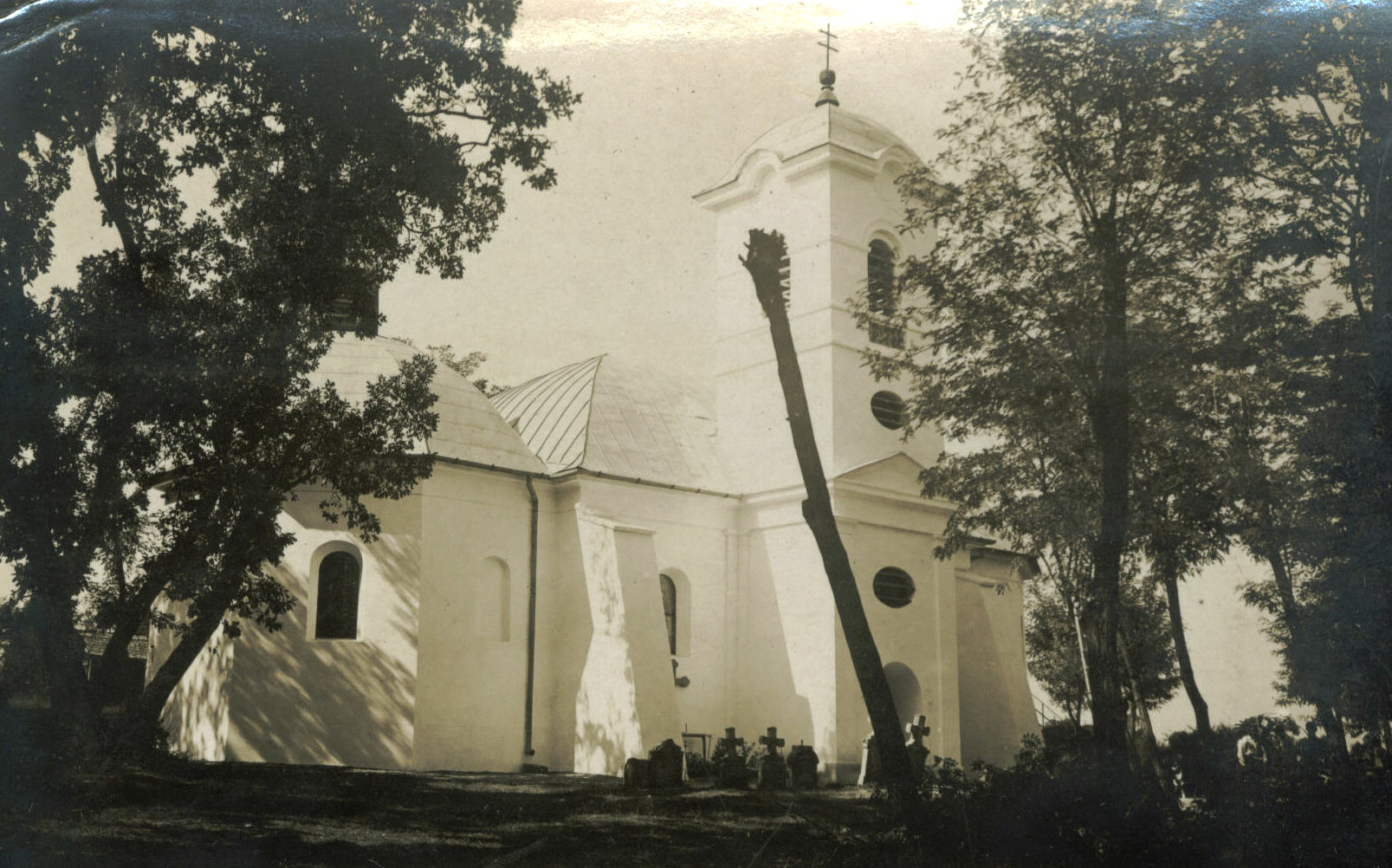
A templom képe 1932-ből (Iskolatörténeti feljegyzések)

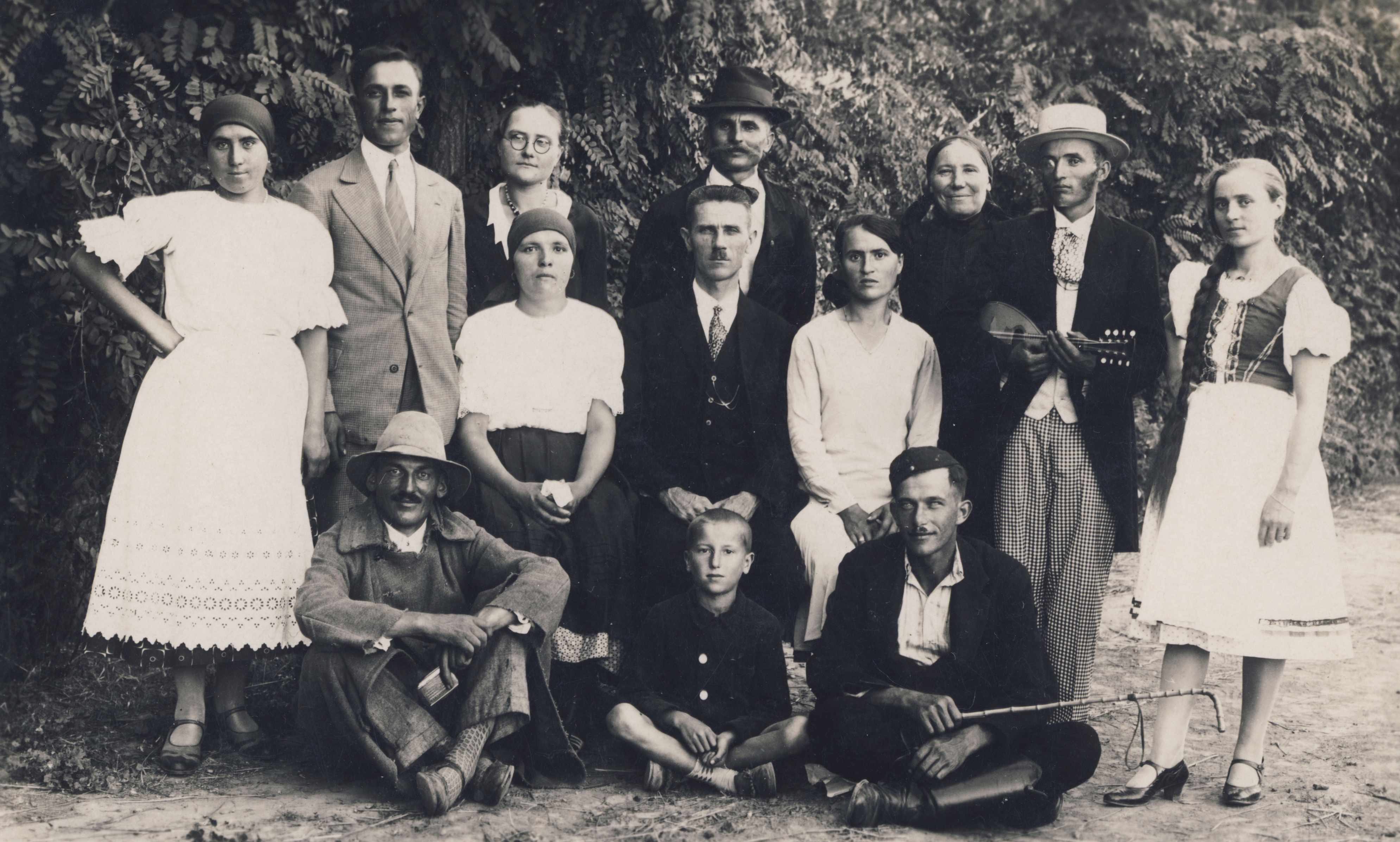
Színjátszócsoport. Középen Csiffáry Jenő kántortanító alatt az ifjú Varsányi László

1779-ben 12 országos nemes családot írtak össze. 1828-ban 122 háza és 854 lakosa volt. 1828-ban 33 adóköteles személyt írtak össze, ebből 4 volt zsidó (Frummer?, Schwarz, Löbl, Heimon), mindegyikük zsellér. 1831-ben Chrenóczy-Nagy József szerint 37 ember hunyt el kolerában Nemespannon. Nyilván a fertőzöttek száma ennél magasabb lehetett. 1836-ban 731 katolikus és 17 zsidó lakta. A 19. század közepén a községben kisebb zsidó közösség is élt, amely temetőt is alapított. 1852-ben tűz ütött ki a faluban. 1862-ben az MTA javára (székház építése) tartott gyűjtésen a nyitrai íven több nemespanni is adakozott. Az 1863 késő telén küldött Pesthy-féle kérdőívek szerint a Soósvölgyben a Deák család rendelkezett birtokokkal és egy emeletes úrilakkal, ezen kívül Csordaút, Szárcó, Töviskés és Bányaeresztvény nevű dűlők voltak még. Szőlőhegye 4 volt a falunak: Zsigárd, Szarkahegy, Tyúkhegy és a Nagycétényi hegy. 1865-ben Alföldy telkén épült fel a római katolikus iskola épülete, azonban már korábban is folyt tanítás a faluban. 1913-ban az iskola 50 korona segélyben részesült a Varga Mihály pozsonyi kanonok alapítványának kamataiból. 1914-ben az épületet kibővítették. Ma Szabadidő Központ és a falu könyvtára. 1871-ben a Nyitrai királyi törvényszék Nyitrai királyi járásbírósága joghatósága alá tartozott. 1880-ban a verebélyitől átkerül az újonnan alapított nagycétényi postahivatal forgalomkörébe. 1882 februárjában a Kochanovszky család batyubált szervezett a környék nemességének részvételével. 1882. május 5-én hatalmas jégeső pusztított a széles vidéken, tönkretéve a termést. 1885-ben hivatalosan is filoxéra sújtotta vidékké nyilvánították a szomszédos Nagycétényt, tehát valószínűleg Nemespannon is elterjedhetett. Nagycétény és Felsőszőllős 1889-ben is zárlat alatt volt. 1896. május 10-én tartottak a falu iskolájában millenniumi ünnepséget. 1897-ben az anyakönyvi kerület székhelyét Nagy-Czétényből Nemes-Pannba helyezték át. Hasonló filoxéra járvány pusztított 1899-ben is. Erzsébet királyné halála után emlékére a faluban 100 lucfenyőt ültettek. A 19. század végén a legtehetősebbek Deák János (125), Ferenczy Jenő (135), Kochanovszky István (173), id. Lakics István (211) és Frommer Ármin (294 hold), később pedig a Frommer, Schik és Varsányi családok, illetve társaik voltak a faluban.
1901. november 24-én tárgyalták a nagycétényi községházán a Kis- és Nagy-Cétény, Nemespann hitelszövetkezete belépési szándékát az Országos Központi Hitelszövetkezetbe. 1905-ben megszűnt Fuchs Adolf és Weil Adolf kereskedése is. 1905-ben az anyakönyvi kerület székhelyét Nemespannból Nagycéténybe helyezték át. 1907-ben sertészvész pusztított a nyitrai járásban, köztük itt is. 1909-ben a helyi gazdák is részt vettek a Nyitramegyei Gazdasági Egyesület állatdíjazásán, melyen helyezést is nyertek. 1914 év elején ragadós száj- és körömfájás fertőzte a környék állatállományát, közte a nemespannit is. 1917 decemberében az iskola a háborúban elesett tanítók özvegyei és árvái részére 15 koronát gyűjtött. 1918-ban a falu az I. Csehszlovák állam fennhatósága alá került, 1920-ban a trianoni békediktátummal hivatalosan is elcsatolták. Ekkor még a komjáti csendőrség körzetébe tartozott. 1920-ban a szociáldemokrata földmunkások szervezetének nemespanni csoportja földosztást javasolt az egyház által kezelt birtokra. Az OKP helyi szervezete valószínűleg 1921. június 5-i gyűlésen alakult meg, Lelley Jenő és Hanák József jelenlétében. 1922 húsvét előestéjén egy része leégett. 1923-ban 1 diftéria (torokgyík), 1 influenza, 2 veszettség-fertőzéses eset volt a faluban. 1924-ben Nemespannon és Lehotán volt 1-1 lépfene megbetegedés és 2 hastífuszos eset volt. 1925-ben egy vérhas megbetegedést regisztráltak. 1925. szeptember 3-án leégett Botlik Ferenc háza. 1928-ban 1 kanyaró esetet jelentettek. 1928-ban a Magyar Nemzeti Párt itt is tartott agitációs népgyűlést. 1930-ban kérvényezték a rendszeres buszjáratot Pann és Nagycétény között. A két világháború közti időszakban erős pozíciói voltak a faluban az Országos Keresztényszocialista Pártnak. 1931-ben több betörés történt a faluban, 1933-ban pedig haszonszerzésből elkövetett gyilkosság. 1933 februárjában is volt egy tűzeset. 1932-ben került megnyitásra a szlovák osztály a Siklenka család telkén. Új épület építését tervezték, de ez a visszacsatolásig nem valósult meg és 1938. november 7-én bezárták. A háború után előbb csak szlovák osztály nyílt, majd 1950-től ismét magyar osztály is. Az iskolát 1959-ben újítottak fel, végül 1982-ben zárták be (a magyar osztály még 1961-ben megszűnt). A faluban színjátszó kör is működött és állítólag téglaégető vagy vető is. 1931 augusztusában, 1933. október 12-én, 1935 márciusában, 1936 augusztusának végén és szeptemberében tűzvész pusztított a faluban. 1934-ben Simor Mór halála után a szlovák anyanyelvű hívek a szlovák nyelvű istentiszteletek ügyében szerettek volna előrelépést elérni, s emiatt összetűzésekre is sor került, de végül Várady Béla lett a nagycétényi plébános. 1935-ben kultúrházat terveztek építtetni a Nepomuki Szent János szoborral szemben. 1936-ban 100 koronát adományoztak a komáromi Jókai-szoborra. 1936-ban itt is korlátozták a gabona vetésterületét, ennek alapján a kataszter 58%-át hasznosíthatták ilyen célra. 1937-ben létrehozták a Délnyugatszlovenszkói Gazdasági Egyesület helyi szervezetét. 1937-ben a földreform és földosztás szükségességéről a faluban cikkeztek.
1938-ban az első bécsi döntéssel ismét visszakerült Magyarországhoz, s az érsekújvári járásba került. A katonaság november 10-én foglalhatta el (a határ a falu végén lévő házak közt, később 1939. március 14-től kisebb kiigazítás után a falu kataszteri határán húzódott), majd 1940-ben 2890/1940 M. E. rendelet alapján Bars és Hont k.e.e. vármegye közigazgatása alá, a verebélyi járásba került (1940. május 15-től). A kis létszámú zsidó közösség 1938-ban 24, 1941-ben már csak 14 lelket számlált, közülük a háború után csak néhányan tértek vissza. A határmenti településen előbb a nagycétényi 7/3 határvadász őrs volt illetékes, s alkalmi útilapot állíthattak a határmenti falvaknak. A falu a magyar királyi csendőrség Verebélyi határszéli örse alá tartozott. 1941-ben a belügyminiszter a Nemes-panni Önkéntes Tűzoltótestület alapszabályát láttamozta. 1941 áprilisában ismét megüresedett a kántortanítói állás. 1941-ben bevezették a 7. és 8. osztályokat az iskolákban, így a faluban is. 1943-ban Deménd, Rendva és Nemespann községekben kaptak skarlát elleni védőoltást a gyermekek. Ugyanezen évben a helyi gazdák 15 éves és 34 valóságos tehénlétszámmal dolgoztak a vármegyei Állattenyésztő Egyesület keretein belül. A SZMKE Népfőiskoláin nemespanniak is részt vettek. A határ közelsége révén 1943-ban a nemespanniak közül idősebb Csiffáry Jenőt és a környékbeliek közül 2 cétényi embert helyeztek rendőrségi felügyelet alá szlovákiai zsidók átszöktetése miatt. 1942 nyarán iratcsere történt Szlovákia és Magyarország között, ami Nagycétény és Nemespann kataszteri hivatali anyagait is érintette. A háború alatt, 1942-ben nyílt meg a falu postaügynöksége. Ugyanezen évben egy korábbi szlovák telepest kellett kártalanítani 8 hold földje után. 1944-ben az elkobzott zsidó földekből magyar telepeseknek juttattak. A második világháborúban 22 falubeli halt hősi halált a fronton. Az 1945. március 28-i „szovjet felszabadítás" után, a párizsi békeszerződés (1947) értelmében újból Csehszlovákia része lett. A faluban a kommunista pártnak erős bázisa volt, azonban a II. világháború alatt politikai hovatartozása miatt a faluból senkit nem vittek el, a zsidóság vagyonát viszont itt is elkobozták. A két háború között több földművelő sztrájk folyt a faluban (1920, 1921, 1928, 1929, 1936). A faluban kommunista földművelő munkás szervezkedés is folyt 1920-ban. Közvetlenül a háború után létrehozták a szlovák általános iskolát is, 1951 januárjában pedig újból megindult a magyar tannyelvű oktatás is. 1947-ben befejezték a verebélyre vezető utat. 1949-ben előbb felosztották, majd államosították a nagygazdák (50 hektár fölöttiek) földjeit. A faluban is kineveztek egy „népi agronómust". 1949-ben ideiglenesen a nyitrai járásbeli nagycétényi községi hivatal alá osztották be. 1950-ben létrehozták a JRD-t (szövetkezet), amely az egyetlen II. típusú EFSz volt a járásban. A települést megszűnésre ítélték, így a csekély helybenmaradni kívánó fiatalság nem építkezhetett és a népesség lassan fogyatkozott. 1953-ban egy felhőszakadás nagy károkat okozott a vetésben és a kiültetendő szőlővesszőket is tönkretette. Ebben az évben indult meg a rendszeres buszjárat Nagycétény és Verebély között. 1954-ben kritikával illették a falu szervezeteit. 1954 novemberében egy tűzesetben egy gyermek hunyt el. 1956-ban a patak lépett ki medréből árvizet okozva. 1960-ban a verebélyi járás megszűntével visszakerült a nyitrai járásba. 1969-ben végbement a patak regulációja is. 1975. december 12-től a helyi EFSz az Alsó-Nyitra EFSz tagja lett. 1982-ben a szlovák 1-4. osztályos iskola is megszűnt. Tudomásunk szerint a Csemadok alapszervezeteinek helyi csoportja jelenleg hivatalosan nem működik. A rendszerváltás után a lakosság számának és a magyarság számarányának csökkenése nem állt meg, de a beruházásoknak (mohi atomerőmű) és Nyitra közelségének köszönhetően a jövőben perspektívikusabb hellyé válhat. A falu korfája rendkívül rossz. A kilencvenes évek elején az átlagéletkor nagyon magas, 47 év volt, ami részben az elöregedő lakosságnak köszönhető, részben pedig a faluban magas várható élettartammal magyarázható.
A legutóbbi 2008-as egyházmegye rendezés szerint a Nyitrai Egyházmegye, Verebélyi espereskerületéhez tartozik, azon belül Nagycétény fiókegyháza. A plébánia anyakönyvei a nagycétényi parókián, illetve a Nyitraivánkai Állami Levéltárban találhatóak. A plébánosok névsora 1589-től ismert.
2010 nyári vizuális kétnyelvűség felmérése során nem találtak modern kétnyelvű hivatalos feliratot a faluban. A történelmi feliratok magyar vagy latin nyelvűek, a hivatalos és újabb egyházi feliratok csak szlovák nyelvűek voltak. 2011. május végén és június elején a nagy esőzések hatására a falut elöntötte a víz. 2011-2012-ben felújították és szabadidőközponttá alakították az egykori magyar iskola épületét. Itt adtak helyet a falu könyvtárának is.
A faluban jelenleg 2 polgári társulás működik, ebből az egyik a labdarúgóklub, amelyet 2000-ben jegyeztek be. 2016-ban Nagycétény és Nemespann közös tisztítóállomásra nyújtott be pályázatot.

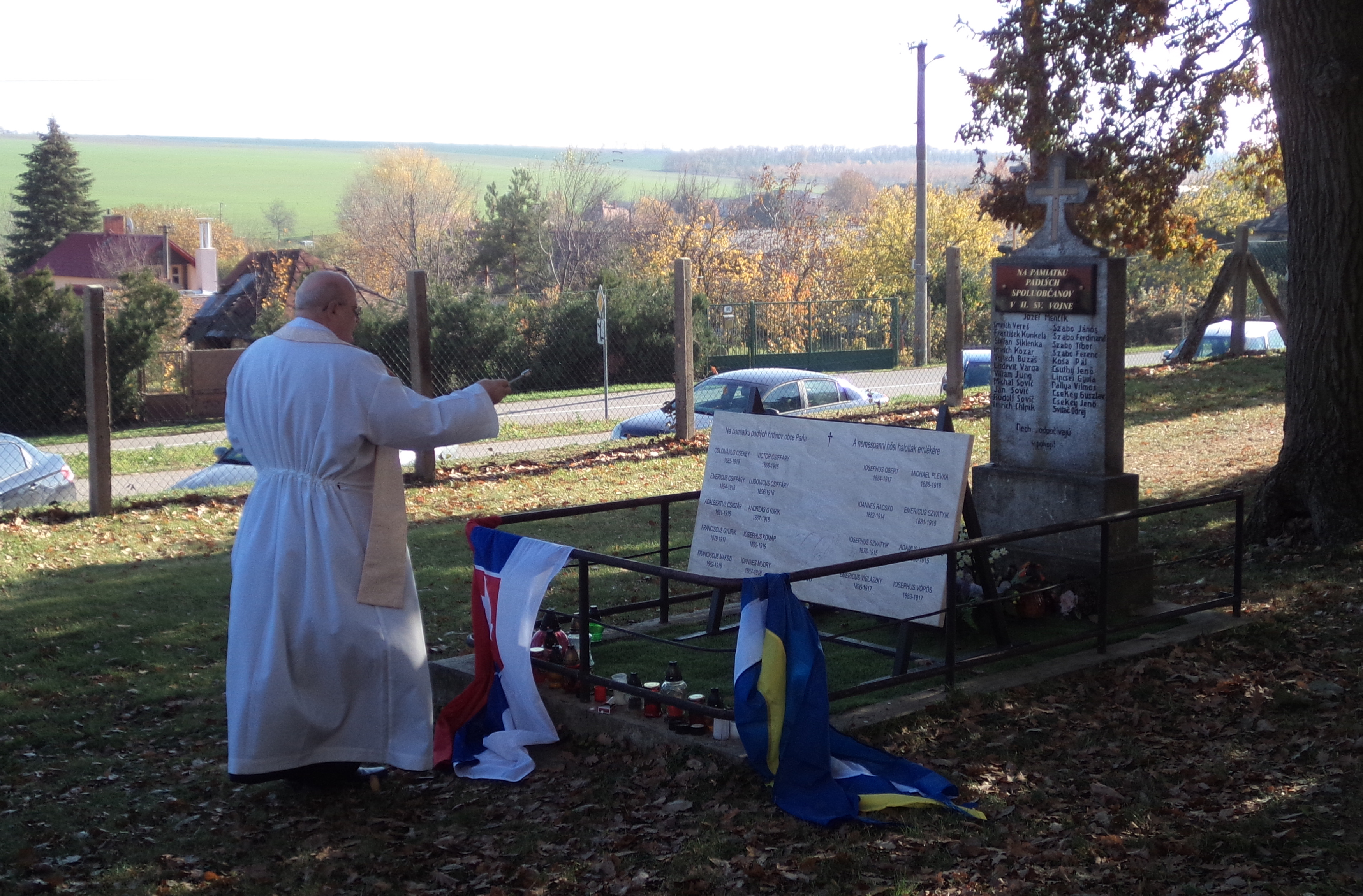
Lašák plébános Úr megáldja az első világháborús emléktáblát.

2018-ban 85 év után ismét gyilkosság történt a faluban. Ebben az évben új lakóház épült a patak partján, illetve elindult a kanalizáció kiépítése. A november 4-i búcsú vasárnapján megáldották az első világháborús emléktáblát. 2019. május 26-án a bicikliút építésével párhuzamosan biciklitúrát szerveztek a faluba.
A falu az évek során elsősorban északi irányban a főutca mentén, illetve déli irányban a Zsigárd fele terjeszkedett, de a szőlőhegyek hajlokjai közül is néhányat átalakítottak. A 2020-as években felgyorsult a faluba való beköltözés, mint Nyitrához közeli olcsó céltelepülésre. A szolgáltatások és a település fejlesztése is ennek függvényében bővül. 2023-ban befejezték a falu 3. bérházának építését. 2023-ban megkezdődött az ún. gólyafészek nevű lakópark építése.

### Leírása monográfiai összefoglalásokban
Bél Mátyás 1742-ben megjelent műve szerint Pann lakói főként mezőgazdaságból éltek.
Korabinszky János Mátyás szerint „Pán, Panya, ein schlow. Dorf im Neutr. Kom. 2 M. v. Neutra No. I 1/2 M. v. Uermény D."

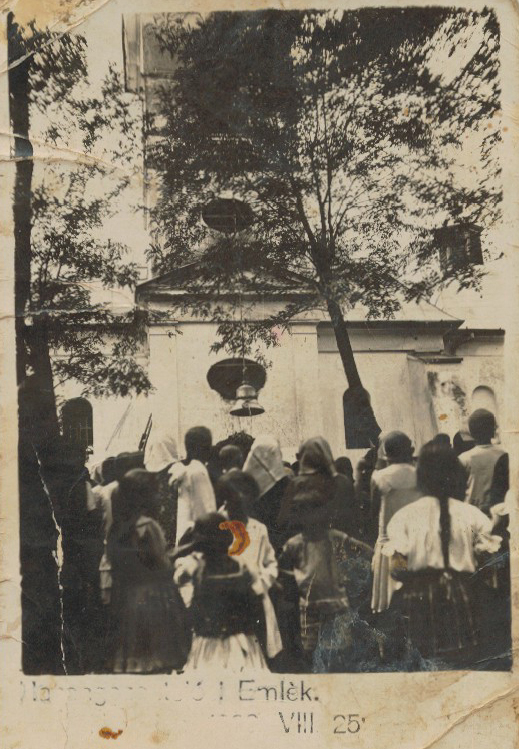
Harangszentelési emlék 1929-ből

Vályi András szerint „PAN. Panya. Tót falu Nyitra Vármegyében, földes Urai több Uraságok, lakosai katolikusok, fekszik Nagy Csetényhez közel, mellynek filiája, határbéli földgye is hozzá hasonlító."
Fényes Elek szerint „Pan (Panyo), vegyes magyar-tót falu, Nyitra vmegyében, ut. p. Verebélyhez egy mfdnyire: 663 kath., 41 zsidó lak. F. u. többen."
„Nemes-Pann, Nagy-Czéténytől keletre fekvő község, 825 r. kath. vallásu lakossal, kik közül 549 magyar, 274 tót. Postája Nagy Czétény, távirója Verebély, vasúti állomása Vajk. A község a XIII. század első felében a királyi halászok birtoka volt. Kath. temploma 1722-ben épült. A Lakits és a Kochanovszky-családoknak itt csinos uriházaik vannak."

### Korábbi közigazgatási beosztása és történeti statisztikája
A 17. század végi birtokrendezés, és az azt követő újabb 18. századi tömeges adományok, illetve valószínűsíthető telepítés ellenére ugyanebben az időszakban (a 18. század első feléig), főként a Rákóczi szabadságharc és az emberi és állati járványok miatt a falu kibocsátó település is lehetett. Erre a Jászkun kerületből Jászmihálytelekről (Jásztelek) van adatunk. Bár a jogállásból (kuriális egyházi nemesi falu) következően nemtelenek nem lakhattak volna a faluban, a valóságban azonban számosan éltek itt már a 18. század első felétől. Többségük valószínűleg szlovák vidékről származhatott, s a nemtelen családok között nagyobb volt a fluktuáció is. Ezt a szlovákosodást (mely valójában a társadalmi rétegződésből következett, mint azt később sokan (pl. Ethey) részben valós okokból, de egyoldalúan felhánytorgatták, az első bécsi döntést követően propagandisztikus módon a zsidók számlájára rótták fel. Ennek azonban itt nincsenek valós alapjai, bár a későbbiekben a tehetősebb birtokosok között zsidó családok is előfordultak, s kérdés hogy ez nem volt-e több a kor kötelező politikai szólamainál. A falu tehát vegyes lakosságú volt, szlovák nyelvűek elsősorban a falu szegényebb rétegét alkották. Ennek ellenére Kőrösy József (1898 I, 41) elmagyarosodott községnek, míg Branislav Varsik is magyar jellegűnek tartja.
A település népessége az elmúlt években az alábbi módon változott:
| Lakosok száma | 751  | 825  | 714  | 792  | 778  | 772  | 669  | 342  | 347  | 421  |
|               | 1869 | 1890 | 1910 | 1921 | 1938 | 1945 | 1970 | 1991 | 2011 | 2024 |

Legelő rétjeit 1830-ban a második osztályba sorolták, mivel vizenyősek és részben használhatatlanok voltak. A községben hiány volt tüzifából is.
1773-ban magyar-szlovák vegyes községnek tartották, plébániája és iskolája sem volt. Az 1784-87-es első népszámlálásból egyszerűen kimaradt.
1825-ben 792 katolikus és 39 zsidó, 1826-ban 808 katolikus és 40 zsidó, 1827-ben 808 katolikus és 40 zsidó lakosa volt. 1828 körül 122 házában 854 lakosából 812 római katolikus és 42 zsidó vallású lakott. 1835-ben 731 katolikus és 17 zsidó, 1836-ban 731 katolikus és 17 zsidó, 1837-ben 740 katolikus és 18 zsidó, 1838-ban 735 katolikus és 18 zsidó, 1840-ben 745 katolikus és 28 zsidó, 1841-ben 744 katolikus és 27 zsidó lélek lakta. 1848-ban a falu lakossága hivatalosan túllépte az ezer főt, bár ez erősen megkérdőjelezhető: 1050 katolikus, 15 zsidó ember élt itt, ebből 60 iskolás. 1856-ban 680 lakosa lehetett. 1864-ben ismét csupán 731 katolikus és 11 zsidó lakta. 1869-ben 131 házában 751 lakosa volt, ebből 27 izraelita vallású. 1872-ben törvényszékileg a Nyitrai királyi járásbíróság hatáskörzetébe tartozott. Az 1880-as népszámlálás alapján 791 lakosából 559 magyar, 195 szlovák, 7 német, 2 más anyanyelvű és 28 személyről nincs adat. Az 1882-es statisztikai adatok alapján 757 katolikus és 34 izraelita lakta a falut, akik Assakürt alá tartoztak. 1885-ben az itteni zsidóság az ürményi anyakönyvi kerülethez tartozott, 1889-ben viszont már Kis és Nagycéténnyel együtt Nyitrához csatolták. 1890-ben 131 házában 825 lakos lakott, ebből 549 magyar, 274 szlovák és 2 német anyanyelvű; 791 katolikus, 32 izraelita és 2 más keresztény vallású volt. 1895-ben 118 gazdaság létezett a faluban. A faluban 3 gazdasági érdekcsoport haladta meg a 100 hold feletti gazdasági földterületet. 1896-ban 820 lélek, ebből 797 római katolikus, 23 izraelita lakott itt.
1900-ban 119 házában 751 lélek lakott, területe 1957 katasztrális hold. A nagycétényi körjegyzőség, a nyitrai törvényszék és komjáti csendőrőrs alá tartozott. Lakosai közül 1900-ban 513 magyar, 231 szlovák, 6 német, 1 szerb anyanyelvű; 714 római katolikus, 36 izraelita és 1 evangélikus. 1910-ben 714 lakosából 481 (67%) magyar, 215 (30%) szlovák, 17 (2%) német és 1 más nemzetiségű lakosa volt. Ebből 688 római katolikus, 25 izraelita és 1 evangélikus felekezetű. Ez alapján a faluban a magyarság mind abszolút értékben, mind számarányában folyamatosan fogyatkozott és ezt a tendenciát mutatták ki a későbbi csehszlovák hatóságok által befolyásolt népszámlálások is. 1913-ban 18 evangélikust tartottak számon. 1914-ben 721 katolikus, 1 ágostai hitvallású és 21 zsidó lélek lakta. A trianoni békeszerződésig Nyitra vármegye Nyitrai járásához tartozott. 1919-ben 730 lakosából 486 magyart, 220 szlovákot, 18 németet és 6 más nemzetiségűt regisztráltak. A faluban számos kétnyelvű családra, és vegyes házasságra volt példa. A szlovákság ekkor még kisebbségben volt a nyitra-vidéki magyar nyelvű félsziget ezen részén.
1921-ben 792 lakosából 501 magyar, 281 szlovák ajkú. 1930-ban 720 lakosából 304 (42%) magyar, 394 (55%) csehszlovák, 12 (2%) zsidó, 1 német lakosa volt (9 személy nemzetisége ismeretlen). Az 1930-as években az állami számadatok szerint nagymérvű elszlovákosodás történt volna, ennek hitelessége azonban ekkor még erősen megkérdőjelezhető. 1938-ban 162 lakóházban 747 más forrás szerint 778 – 339 kereső és 439 eltartott – fő lakta. Ebből 753 volt római katolikus, 1 görögkeleti és 24 izraelita; illetve 662 magyar, 107 szlovák, 6 német és 3 egyéb anyanyelvű. Magyarul 728-an tudtak a faluban, 623-an tudtak írni és olvasni, 66 hat évnél idősebb személy viszont analfabéta volt (9,6 %), ami közepesen rossz értéknek tudható be a járásban. 19 személy az iparban, 3 közszolgálati állásban dolgozott, 4 pedig kereskedésből élt. 4 földbirtokosnak volt 20 katasztrális holdnál nagyobb, 30-nak 5–20 között és 91-nek 5 katasztrális holdnál kisebb birtoka. 1940-ben 162 házban 778 lélek lakott itt. Az érsekújvári járáshoz tartozott, területe 1957 katasztrális hold volt. Állami és katolikus elemi népiskola működött a faluban. 1941-ben 779-en lakták, ebből 646-an (83%) vallották magukat magyarnak. 689-en ismerték a magyar nyelvet, 361-en a szlovákot, 10-en a németet, 3-an oroszt, 2-2-en a románt, csehet, 1-1 fő pedig a francia és a lengyel nyelvet. A nemzetiség és anyanyelv közti különbséget Tátrai Patrik a vegyes házasságokkal és a kettős identitással magyarázza.
Az 1945. novemberi adóhivatali „hivatalos” kimutatás szerint 772 lakosból 692 szlovák nemzetiségűnek vallotta magát. A lakosság nagy része reszlovakizált, vagy arra készült. A többieket nem engedték, vagy továbbra is magyarnak tartották. 1950-ben 708 lakosából 534 szlovák, 171 magyar és 3 német, ebből 705 római katolikus, 2 görög katolikus és 1 evangélikus vallású volt.
1965-ben 744 lakosából 208 személy 14 éven aluli, 421 pedig 15–59 év közötti volt. 187 lakott házában 211 lakott lakás, ebből 82 1879 előtt, 54 pedig a második világháború után épült. 1970-ben 669 lakossal rendelkezett, ebből 541 szlovák, 124 magyar és 2-2 cseh és ukrán-ruszin volt. 1971-ben körülbelül 700 lakosa lehetett. 1980-ban 512 lakosából 63 magyar, 445 szlovák és 4 cseh volt. 1991-ben 342 lakosából 289 szlovák, 49 magyar, 3 cseh és 1 morva volt, ebből 90%-ban katolikusok lakták. 2001-ben 295 lakosából 265 szlovák, 26 magyar, 3 cseh és 1 egyéb nemzetiségű volt.
2011-ben 347 lakosából 159 férfi, 188 nő; illetve 315 szlovák, 15 magyar (4,3%), 2 cseh, 2 bolgár, 1 morva és 12 ismeretlen nemzetiségű.
2021-ben 392 lakosából 361 szlovák, 15 magyar (3,8%), 1 ruszin, 5 egyéb és 10 ismeretlen nemzetiségű.
A szlovákok és magyarok számarányának alakulása: 1882: 202/580, 1890: 274/549, 1900: 231/513.
| Év   | Ház | Lakos |
| ---- | --- | ----- |
| 1828 | 122 | 854   |
| 1836 | -   | 768   |
| 1864 | -   | 742   |
| 1869 | 131 | 751   |
| 1882 | -   | 791   |
| 1890 | 131 | 825   |
| 1900 | 119 | 751   |
| 1910 | 112 | 714   |

| Év   | Ház | Lakos |
| ---- | --- | ----- |
| 1921 | -   | 792   |
| 1930 | -   | 720   |
| 1940 | 162 | 778   |
| 1961 | 187 | 744   |
| 1970 | -   | 669   |
| 1982 | 186 | 502   |
| 1991 | 208 | 342   |
| 2001 | 204 | 295   |
| 2011 | -   | 347   |
| 2021 | -   | 392   |

### A község jelképei

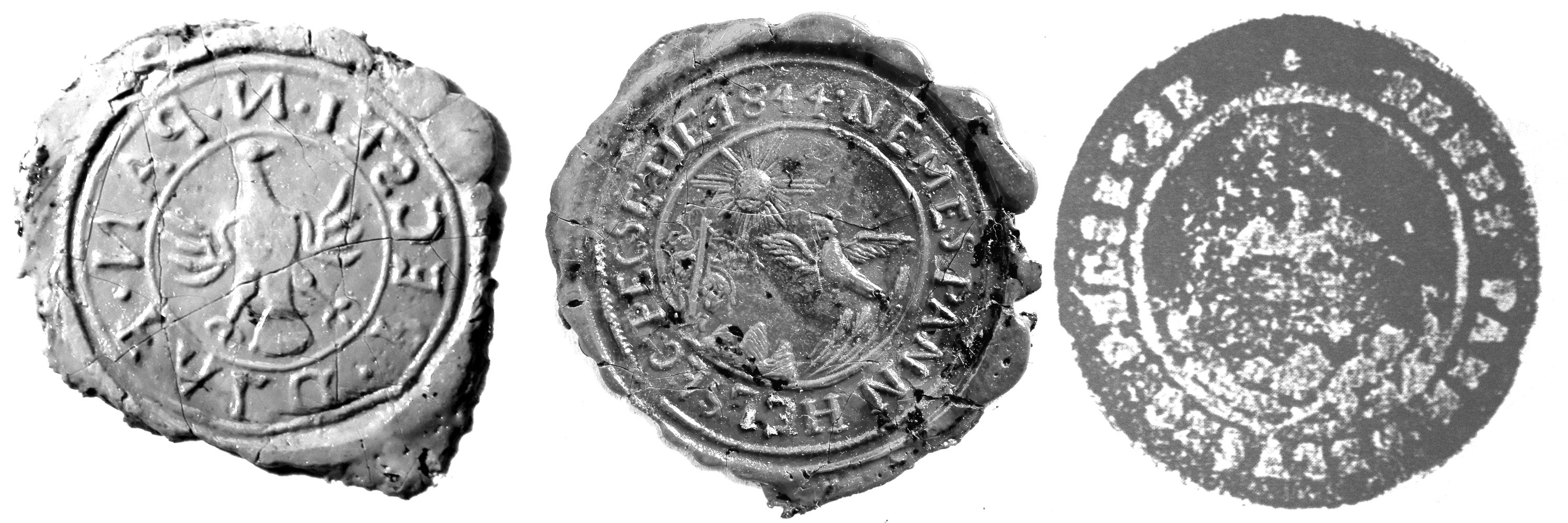
Nemespann legkorábbról ismert pecsétlenyomatai

A község címere és mai pecsétje egy 19. századi pecsétlenyomat alapján készült. Az eddig talált legrégebbi pecsétlenyomat a 18. századból ismeretes. Már ekkor feltűnik benne a madáralak, amely más változatban, de következő ismert pecséteken is megismétlődik (1844-es és a további). A címer leírása: kék pajzsban balra lejtő (jobbra húzódó), alulról két aranyággal körülölelt ezüst hármashalom fölött, jobbra felszálló ezüst sasmadár arany „fegyverzettel”. A ma használatos pecsét ugyanez, OBEC PAŇA és alul négycsillagos köriratban. Szelt zászlaja a címer színeit felhasználva kék, ezüst és arany sávok váltakozásából áll.

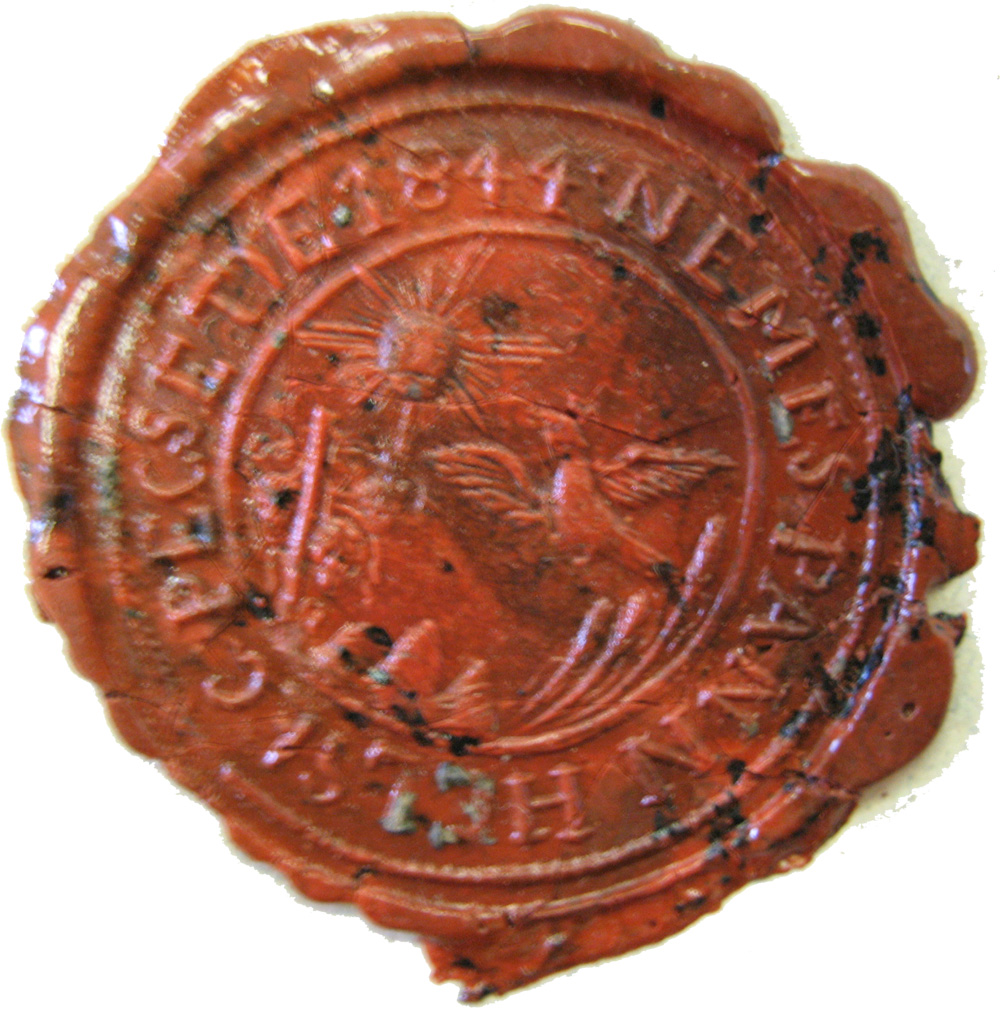
A község későbbi pecsétje 1844-ből származik, egy 1845-ben kiadott iratról.[276] A madár megjelenítését a solymászokra való utalással magyarázzák.
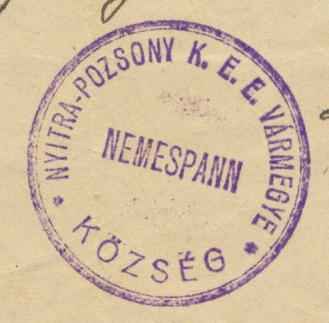
A község pecsétje egy 1939-es igazoláson, közvetlen a visszacsatolás utánról
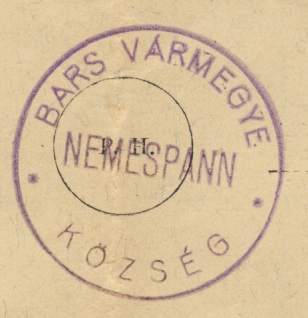
A község pecsétje egy 1941-es adóívről, a vármegyehatárok átrendezése utánról

## Népművészet

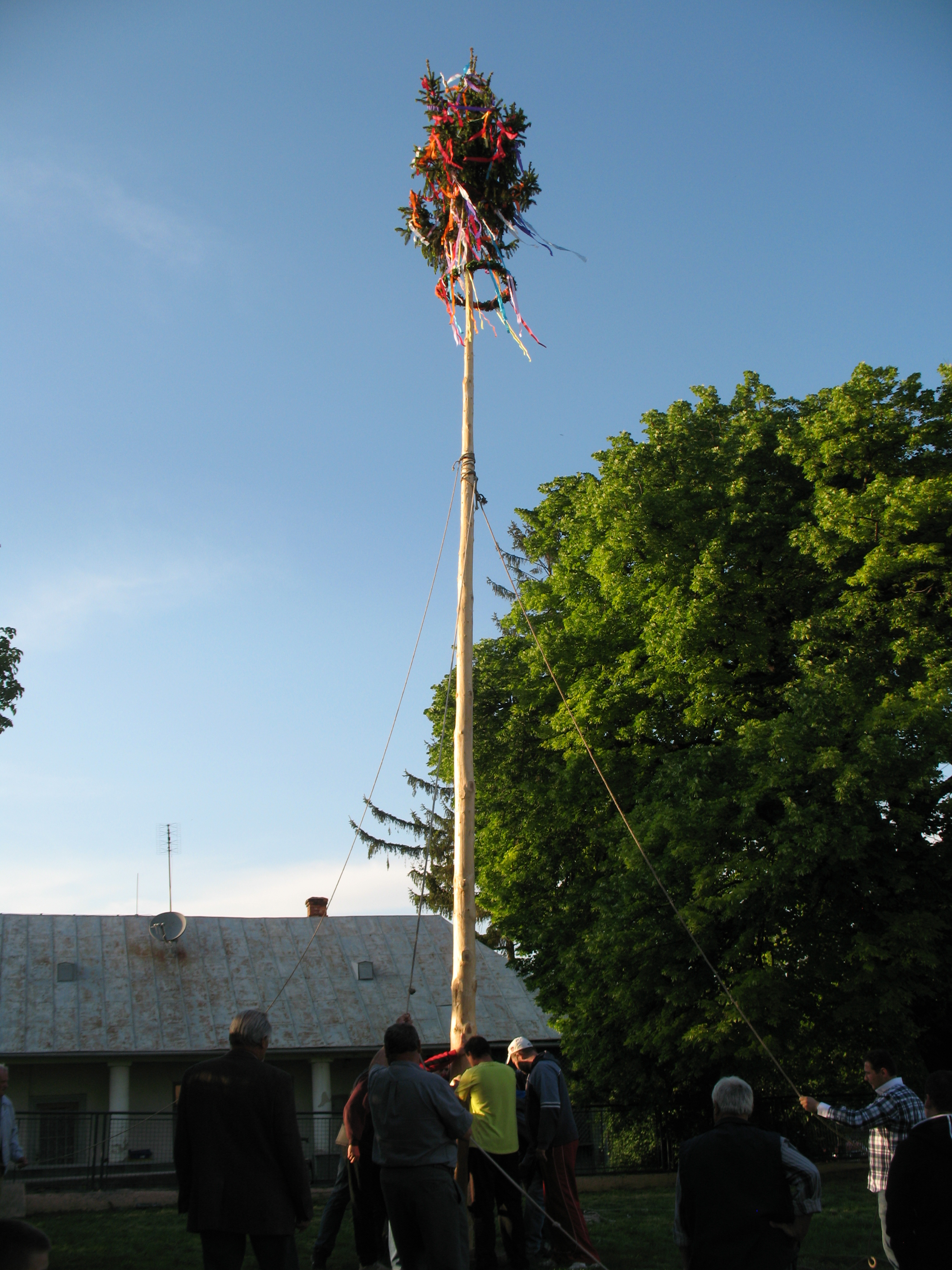
Májusfaállítás 2014-ben

. 
A falu társadalmi berendezkedését tekintve a 19. század közepéig egyházi nemesi kuriális község volt. Ennek ellenére a szlovákság (elsősorban jobbágy és zsellér jogállásban) jelenlétével már a 18. századtól egyértelműen számolhatunk. Az egyes közös adományok nyomán az Alsó, Közép és Felső Osztályban (ami a lakott belterület lehetett) kaptak birtokot az érsektől az adományosok. A külterületet a párhuzamok alapján meghatározott időnként (vaszínűleg évente) kisorsolhatták, bár erre nincs adatunk. Földterületet főként a 18. század első felében erdőirtással szereztek, s ez azt eredményezte hogy valószínűleg a 19. századra nem maradt erdő a falu kataszterében. Több család az adományba szerzett birtokát elzálogosította, s másutt telepedett le. Ezt a birtokjogi állapotot a későbbi adományok rendezték egészen a 48-as forradalmi változásokig, illetve 1855-ig amikor az esztergomi érsek visszaháramlási jogának megszüntetését kimondó törvény végleg eltörölte az esztergomi érsek egyházi székeit is. A fokozatos presztízsveszteséget jelzi a 18. század végén a szék börtönének és hajdúszállásának áthelyeztetése, illetve legkésőbb a napóleoni háborúkat követő elszegényedés. Egyedül az egyes gazdagabb hivatalnokcsaládok helyi jelenléte őrizte a falu széken belüli jelentősebb szerepét (a székek eltörlését követően is). Részben ennek is volt köszönhető, hogy számos részleges széki közgyűlést tartottak a faluban, hiszen alkalmas épület csak a gazdagabb családok lakhelye lehetett. Ezt a kisnemesi, de nagyrészt elszegényedett külső- és önképet őrizte a falu egészen a második világháborúig, ami után az újabb társadalmi változások végleg eltörölték a magyar kisnemesi lét emlékét. A két világháború között azonban még reneszánsza volt a nemesi öntudatnak, legalábbis egyes családok emlékezetében. Ezt tükrözi a kuriák (Nemespannon valójában Osztály) szerinti közös földhasználat és osztalékrendszer. Az utolsó nemesi téglaépületeket a 20. század folyamán elbontották (például az egyik Lakits úrilakot a községháza helyén), illetve két megmaradt épületet átalakították. A külterületi majorsági termelés a második világháborút követő vagyonelkobzások és a kollektivizálás miatt végleg elhalt.
A közbirtokossághoz hozzátartozott a kocsmáltatás joga, illetve a szőlőműveléssel összefüggő borkimérés. A falu kocsmájára a 18. századtól vannak adataink, valószínűleg ezek vendégfogadóként is működtek. Egy 1845-ös iratról értesülünk arról, hogy a falunak két baktere (éjjeli felvigyázója) is volt. A falu rendtartása ismert, de közöletlen, míg a hegyközségről csak elszórt adataink vannak, hegykönyve nem maradt fenn vagy lappang.
A verebélyi szék mint történelmi közigazgatási egység ünnepi díszegyenruhája, a vajkai székkel ellentétben egyelőre nem ismert. Szintén kevéssé kutatott, pontosabban közöletlenek maradtak a népi kultúra egyes elemei. A népzene tekintetében csupán annyi ismeretes, hogy a faluból ismert dudások származtak. Tánchagyománya ismeretlen, annak ellenére hogy táncmulatságokat tartottak, s 1963-ban Varsányi Mária be is mutatott egy magyar táncot, az említésén kívül azonban ennek eredete nem meghatározható. A gyermekjátékok csak említés szintjén ismertek. A magyar népviselet szempontjából Nagycétény, Nyitracsehi és Berencs falvakhoz sorolják. A harangszentelési emléken kívül, egyelőre csupán egy fénykép tanúskodik a 20. század harmincas éveinek díszes magyar női viseletéről. A legkorábbi fényképeket a helyi tehetősebb családok készíttették elsősorban a családjaikról. Amatőr felvételeket készített többek között Csiffáry Jenő kántortanító is, akinek első világháborús fényképfelvételei is fennmaradtak, de rokoni kapcsolatai révén járt a faluban az 1950-es években Blažej Beňadik régész is, aki bizonyosan készített néhány felvételt.
A néphagyományból a vízivó, a kétszarvú disznó, a mennydörgés és az ördög, a mélyutkai ördög, illetve a garabonciás diák alakja ismert a szakirodalomban. A gyűjtők közül Szentkereszty Tivadarnak és Varsányi Pálnak közvetlen rokoni kapcsolatai voltak a faluval, utóbbi diákévei alatt, tanárán Csaplár Benedeken keresztül Ipolyi Arnoldnak küldött folklórfeljegyzéseket. Ezek egy része 2006-ban megjelent (8 mese), másik része valószínűleg Kálmány Lajos kéziratával együtt elveszett, de egyelőre bizonyossággal nem köthetőek a faluhoz. Az önkéntes tűzoltóság fecskendője és egyenruhái nem maradtak fenn, egyelőre fénykép a testületről nem ismert. A temetkezéseknél sokáig pandíros (padmaly) módon temettek. A 20. század második felében a "népszokásokból" nagyon kevés volt életben. Egyszer 1948 körül volt szlovák nyelvű betlehemezés, ezt azonban az akkor ott szolgáló tanító taníthatta be. Szintén átvett szokásként volt egy alkalommal hajnali tűzugrás a lagzi során. Az esküvőn nem volt násznagy, de a kötélhúzás (vám) szokása megvolt. Aratási koszorút utoljára 1949-ben titokban készítettek, de nyilvánosan vitték. Egyházi körmenet még az 50-es évek végén is volt, a zsigárdi Orbán kápolnához vonultak. Körmenet alkalmával fűzfa oltárt (bujdicska) is készíthettek a falu egyes pontjain. Gasztronómiájából csak töredékek ismertek.
Az 1930-as években még bizonyosan építettek vályogtéglából (talán gazdasági épületek), sőt közvetlenül a második világháborút követően is számolhatunk vele anyaghiány miatt. Bizonyára a falu szegényebb rétegeire utalhat a Bóhások közösségi ragadványnév, ami ellentétben áll azzal a közkeletű vélekedéssel, hogy itt urak laktak.
A dicskei úton két síremlék (az egyik egy 2005-ös baleset emléke), míg a Nagycéténybe vezető úton egy szakrális kisemlék található. A Kalász felé vezető (Csorda)úton ún. „Rozsdás Krisztus" vaskereszt volt egy fára akasztva.

## Sport
1947-ből származik az adat a röplabdacsapat megalapításáról. A férficsapat a helyi pályán is jó eredményeket ért el a környékbeli csapatokkal szemben. A helyi, átmenetileg megszűnt labdarúgócsapat az 50-es évektől számította történetét, gyakran kiegészülve a környékbeli falvak labdarúgóival is. Jelenleg a temető feletti dombon található karbantartott focipálya.

## Neves személyek

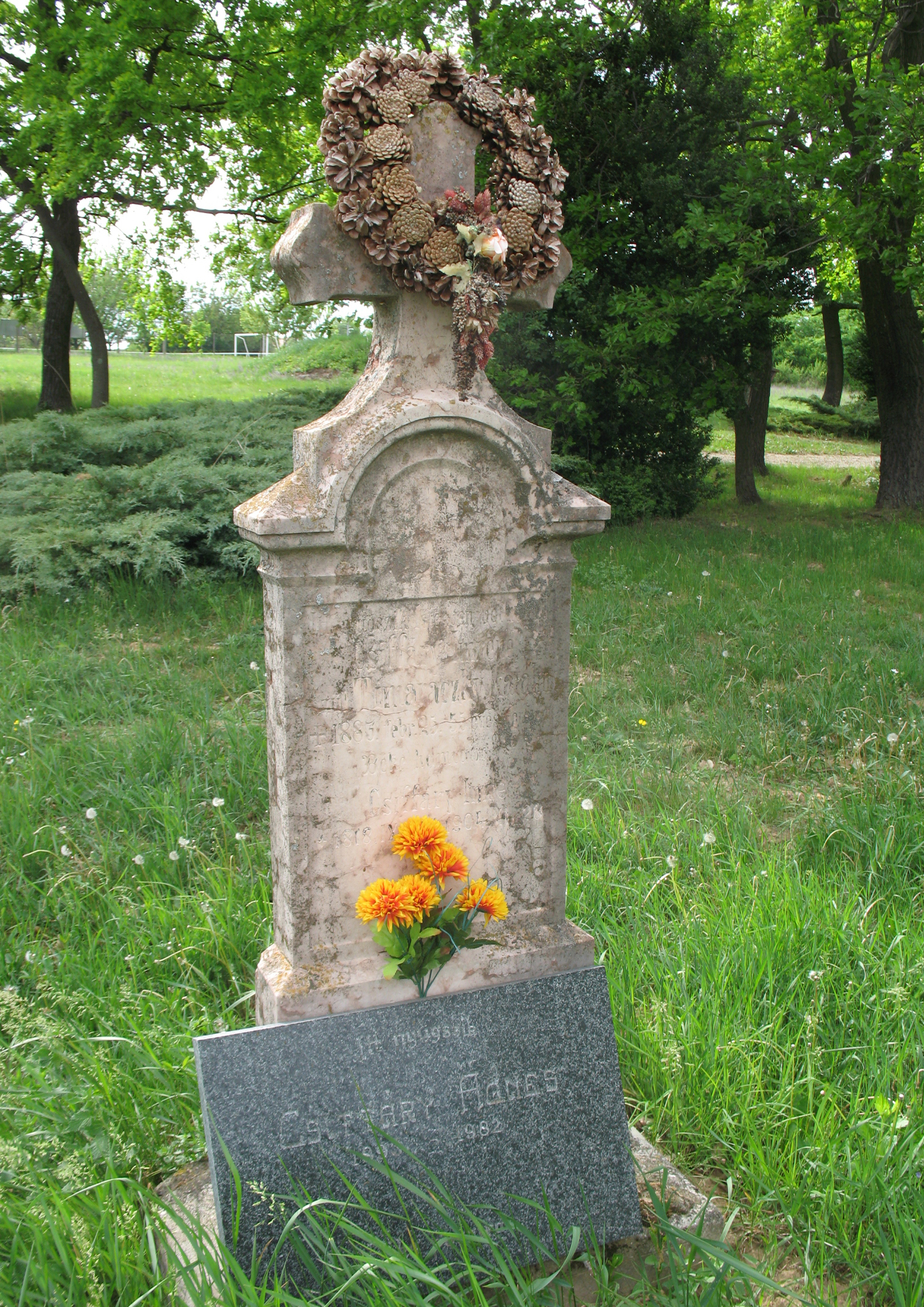
Csiffáry Imre
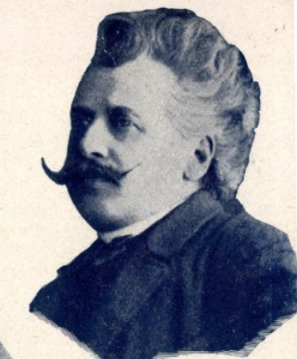
Bogyó Alajos
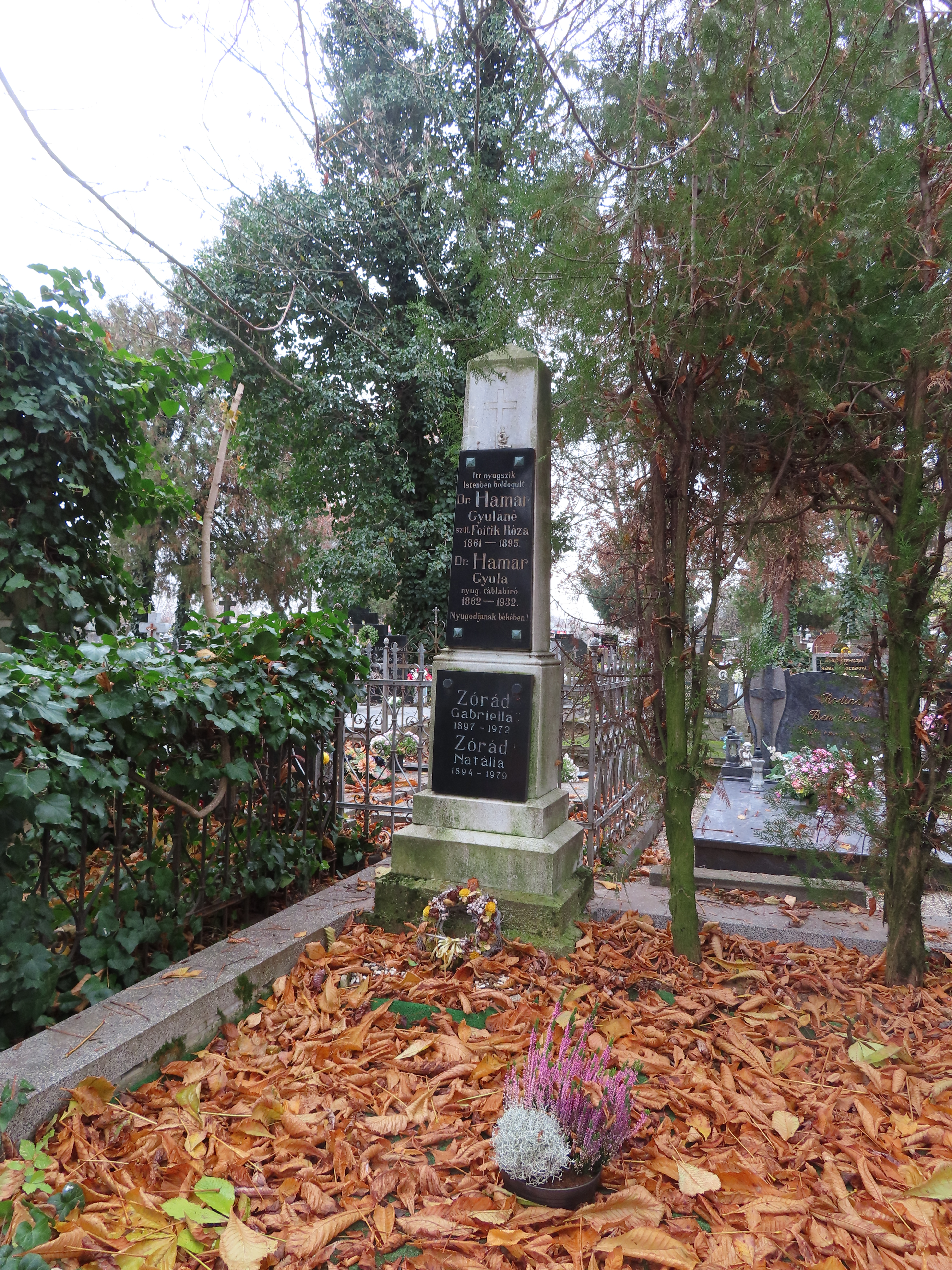
Hamar Gyula
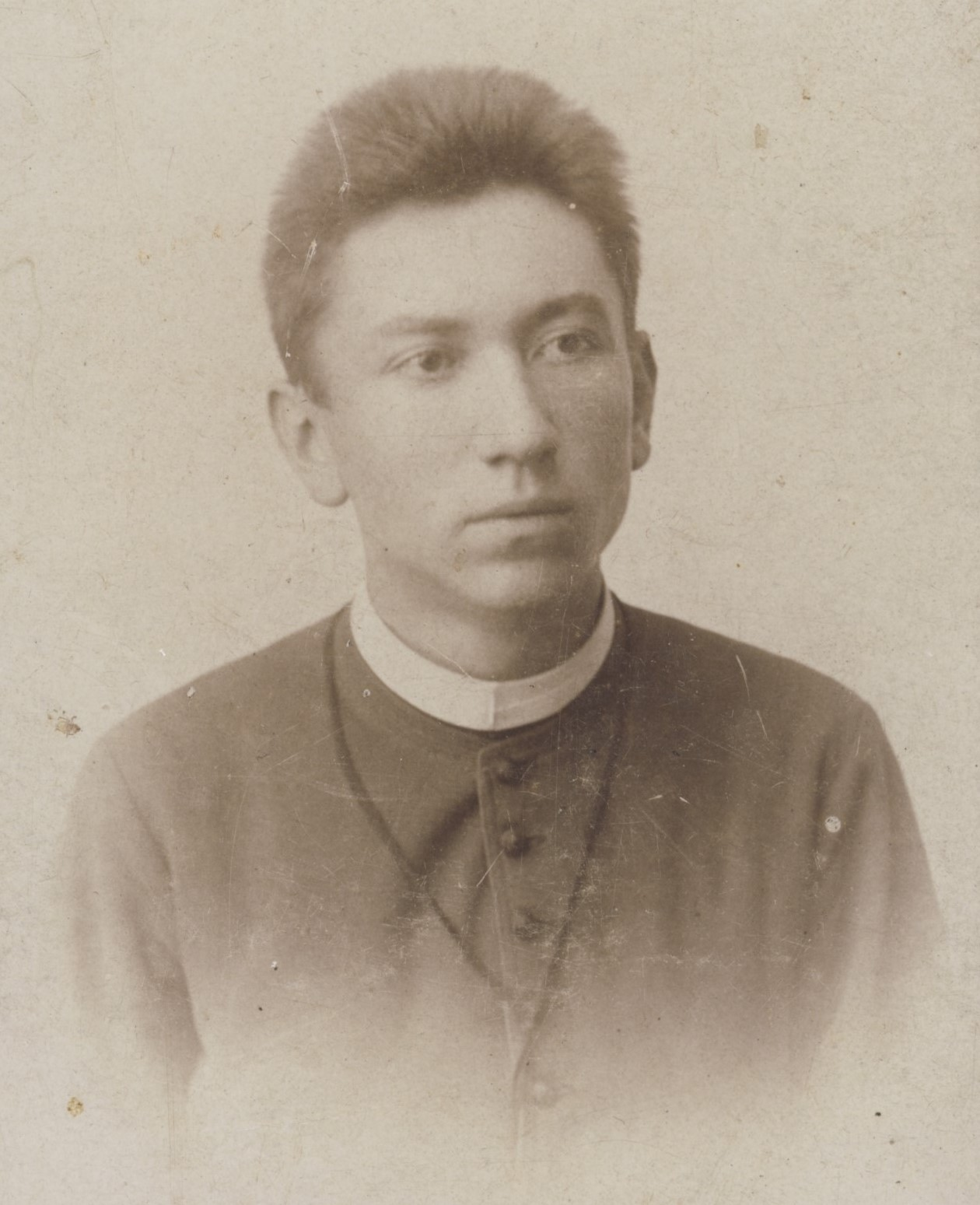
Hamar Kálmán
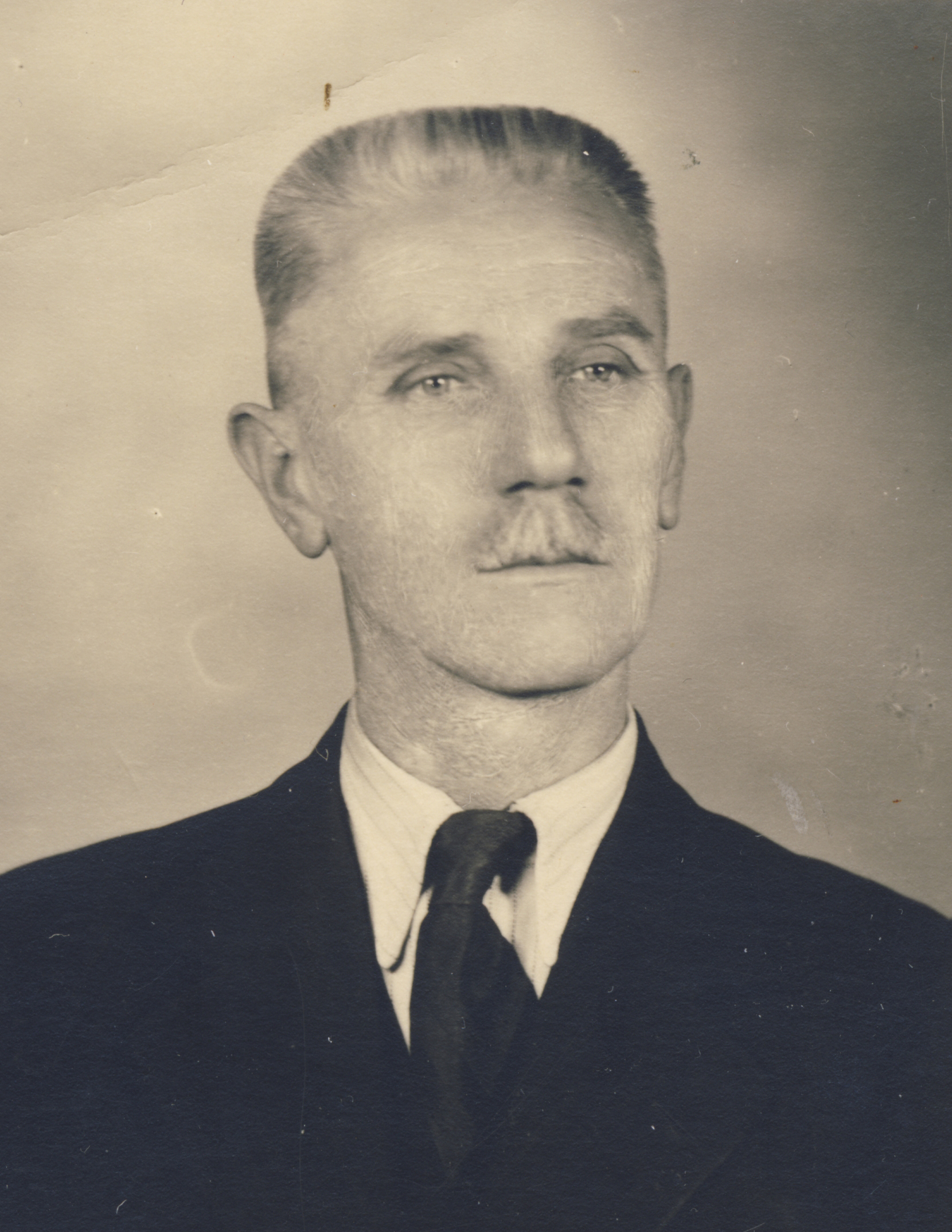
Csiffáry Jenő
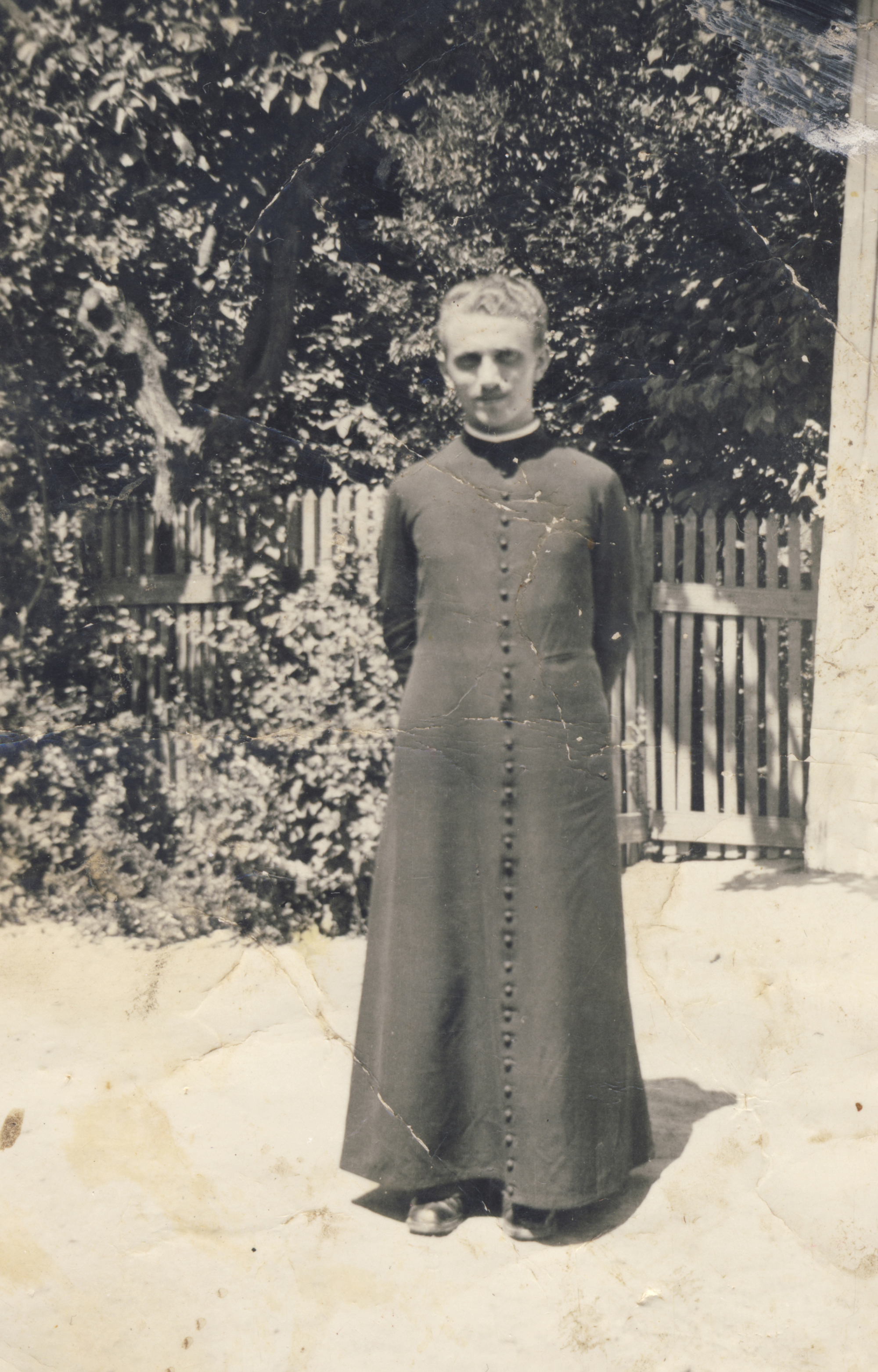
Agárdy Gyula
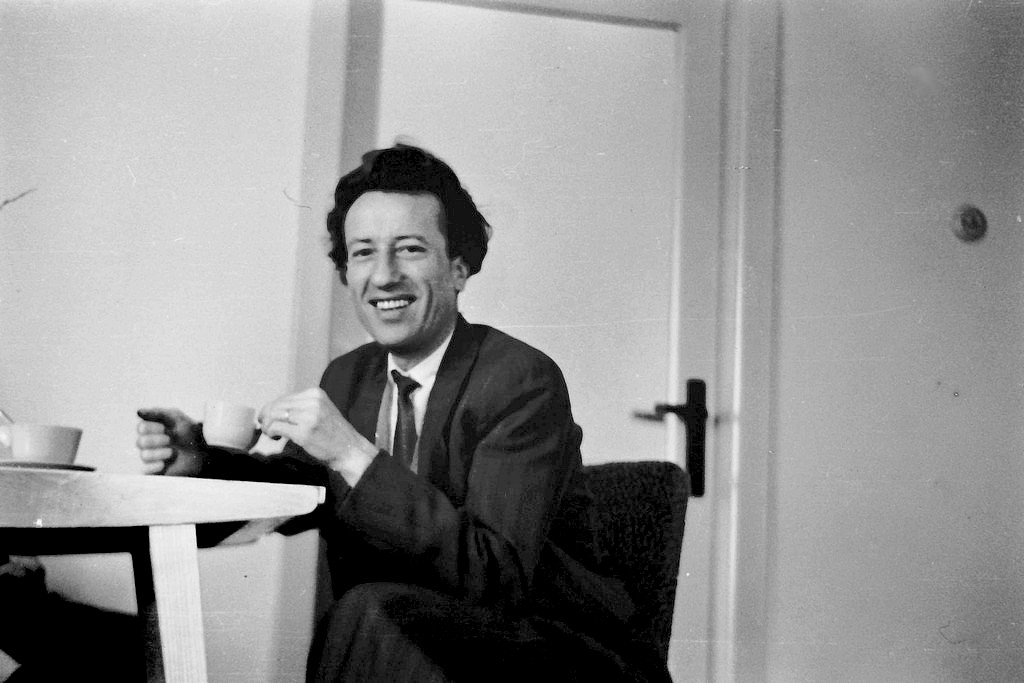
Varsányi László
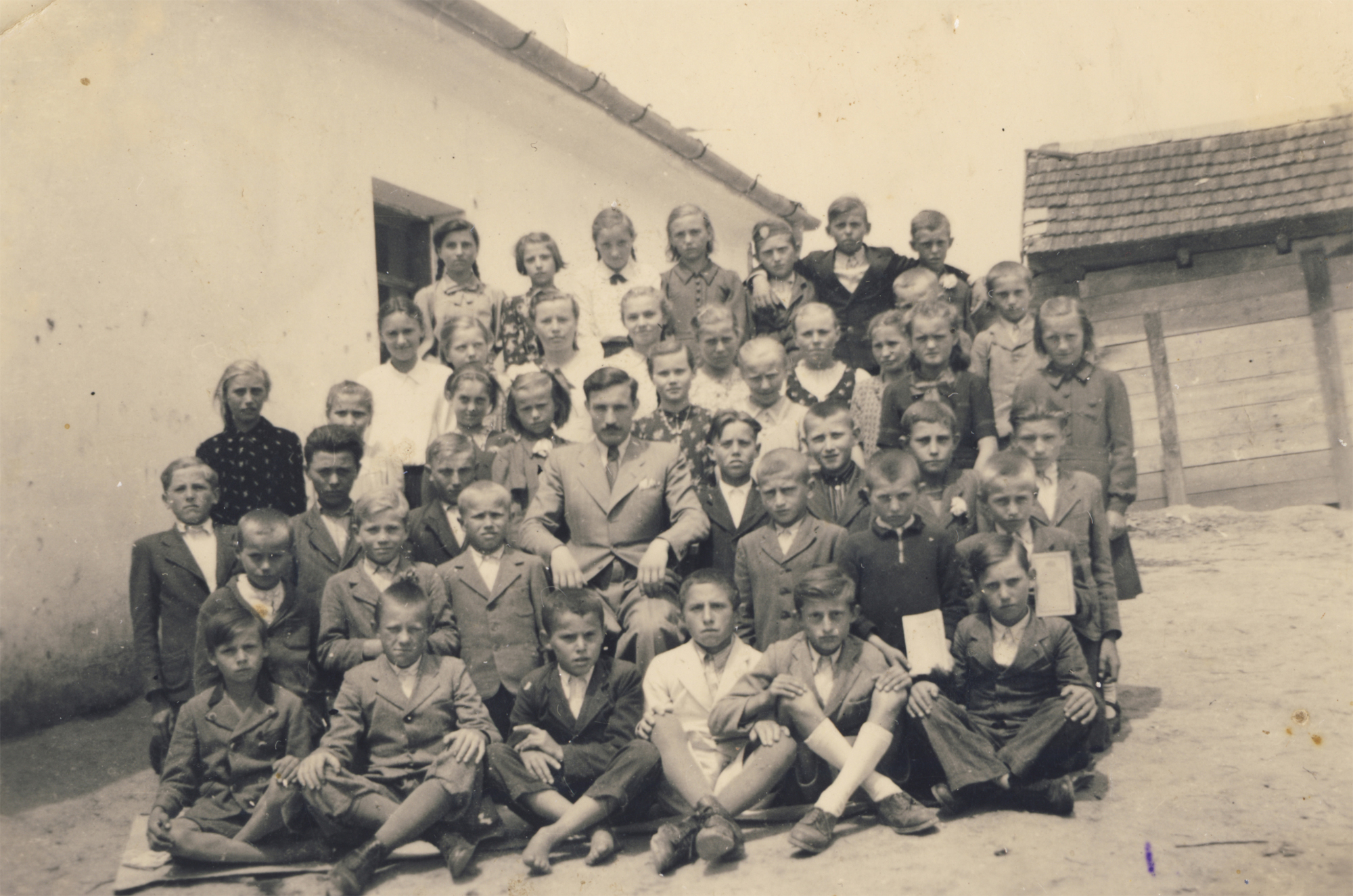
Zsittnyan István

Családtörténeti visszaemlékezéseikben Csiffáry Tamás, Fahidi Éva és Etienne Lakits idézik meg a falut és egykori lakosait.
- Bartha Mihály (1637 körül–1703) esztergomi kanonok, barsi főesperes, zebegényi apát, nagytapolcsányi, majd nyitrakorosi plébános. A források alapján nemespanni gyökerei voltak.[302]
- Rabcsek András plébános családja 1755-ben itt is adományt szerez.
- Koron Imre (Nemespann, 1762. október 30. – 1800. december 24/25.) 1783–84-ben Bécsben, 1786-ban Pozsonyban tanult teológiát,[303] 1787–1789 között újbarsi káplán,[304] 1789–1792 között Ímelyen,[305] 1793-tól haláláig Párkányban plébános.[306]
- Itt született 1775-ben Alföldy Elek Nyitra vármegye esküdtje, levéltáros.[307]
- Innét származott Kossovich Károly (1803-1841) jogtudós, MTA rendes tag felesége Szánthó Julianna (1813-Nyitraivánka, 1837).
- Csiffáry Imre (1818–1904) nemespanni bíró, huszár, 48-as nemzetőr.
- Cserge Flórián (Nemespann, 1823. február 18. – Ürmény, 1879. március 21.) ürményi katolikus esperes, nyelvész, költő.
- Varsányi Pongrác Móric Pál (Nemespann, 1828. november 14. – Kolozsvár, 1915. február 26.[308]) nyitrai piarista szerzetes-pap, tanár,[309] néprajzi gyűjtő.[310] Ferenc és Mészárovics Franciska fia. 1849. november 22-én lépett a rendbe,[311] 1853. május 16-án fogadalmat tett, 1856. augusztus 2-tól áldozópap.[312]
- Bogyó Alajos (Nemespann, 1834. június 11. – Pécs, 1906. július 22.) színész, operaénekes, színigazgató. Árva gyerekként, 15 éves korában a szabadságharc honvédei közé szegődött, Komárom alatt Klapka seregének felderítője. Később Dunaszerdahelyen kántortanító. 1861-ben Pozsonyban lett jegyző és a helyi dalárdában is feltűnt. 1866-ban a Csikós című népszínmű férfihősét vendégként játszotta el a Nemzeti Színházban. Közben Budán, Debrecenben zenés színdarabokban szerepelt, Bécsben énekelni tanult. 1871-ben és 1876-ban ismét a Nemzeti Színházban vendégszerepelt. Ezúttal Flotow Márta című operájának Lioneljét énekelte. Mozgalmas pályafutása során egy ideig vidéki színigazgató is volt. A Bánk bán, Hunyadi László (Erkel), Faust (Gounod), Trubadur (Verdi), Zampa stb. tenorszerepeit énekelte. Leánykérők címmel operettet is írt. Műve: Korrajzok az 1848-49-iki szabadságharc és annak elnyomatása idejéből (Pécs, 1904).[313]
- Itt született Ferenczy Izabella (1835-1890) operaénekesnő.
- Itt született Csiffáry Sándor (1838–1912) kántortanító.
- Itt született Hamar Gyula (1862-1932) járásbíró, vadász, 1906-tól a Királyi Magyar Természettudományi Társulat tagja.[314] Hamar József kántortanító fia. 1880-tól a Budapesti Királyi Magyar Tudományegyetem joghallgatója lett,[315] 1881-ben az Eötvös-alap egyetemi díját nyerte tanulmányaira.[316] Előbb balassagyarmati joggyakornok, majd 1889-ben nagytapolcsányi aljegyzővé nevezték ki.[317] 1891-től lévai járásbírósági albíró,[318] 1896-tól már a Szakolcai járásbíróságon volt járásbíró.[319] 1907-ben előléptették.[320] 1912-ben ítélőtáblai bíró címet kapott.[321] Több jogi irányultságú cikk fűződik nevéhez (Jogtudományi Közlöny, Királyi Közjegyzők Közlönye, Telekkönyv).
- Családja révén többszörösen kötődött a faluhoz Szentkereszty Tivadar (1871-1959) királyi tanfelügyelő, néprajzi gyűjtő.
- Itt született Hamar Kálmán Vince (1876–1963. június 8.), 1898-1901 között bossányi káplán,[322] 1920 körül ideiglenesen Zsolton helyettesített; 1903-1911 között apponyi, majd nyitraszerdahelyi plébános.[323]
- Itt született Varsányi Imre (1877. augusztus 8. – 1934) komáromi ügyészségi irodafőtiszt.[324]
- Csiffáry Jenő (1895. február. 13. – 1967. február 24.) kántortanító, vadász.
- Itt született Agárdy Gyula (1895. augusztus 1. – 1944. május 23.) piarista tanár, karikatúra-rajzoló.[325]
- Itt született Weil Géza (1896-?) orvos.[326] Családjával ellentétben nem Nyitrán, hanem Érsekújvárott a ferenceseknél tanult átlagos eredményekkel. Szerepelt az 1930-as Nagyszombati Címlistában is.[327] Nagyszombati praxisát a Szlovák Állam 1940-ben miniszteri rendeletben tiltotta be.[328] Érsekújvárott volt városi főorvos, majd 1949 körül családjával kivándorolt Izraelbe. Ott Kfar HaHoresh kibuc orvosa lett.[329] 1964-ben világkörüli úton voltak (Európa, New York, Kanada, San Francisco, Los Angeles), s felesége Hedvig Los Angelesben részt vett az ABC csatorna Queen for a Day c. vetélkedőjében.[330]
- Itt született Csuthy Sándor (1900. március 10. – 1992. március 23.) Nemespann falubírója 1942-1944 között, embermentő.
- Itt született Dominik Kováč (1907-1970) kommunista párttag és funkcionárius, a Szlovák Nemzeti Felkelés résztvevője, partizán.[331]
- Dr. Sztankovich Viktor (Győző; Nemespann, 1908. április 8. – Párizs, 1988. július 9.) újságíró, huszár főhadnagy, rádiós szerkesztő.[332]
- Itt született Vaskovics Lajos (1919-1997) pénzügyminiszter helyettes.
- Csiffáry Miklós (1919-2003), a helyi Csemadok alapszervezet elnöke, 1973-tól Nagycétény, Nemespann és Szőllős vadgazdája.[333]
- Varsányi László (1921–1985) pedagógus.[334]
- Itt tanított Zsittnyan István (1916–1997) tanár, kultúrszervező.
- Itt nyugszik Alfréd Kormančík (1925-1968) komáromi onkológus főorvos (1956-1968 elöljáró) és családja.[335]
- Innét származott Molitorisz Adolf (1801-1855) pedagógus felesége Juhász Ernesztina (?-1891).[336]
- Innét származott Juhász Mihály Medárd (1820-1891) premontrei rendi áldozópap, kanonok és gimnáziumi igazgató.
- Innét származott Czobor László (1850-1942) alispán, országgyűlési képviselő apja Czibulya János.
- Innét származott Spuller Gyula (1852-1942) plébános családja.
- Innét származott Bánszky Mihály (1870-1943) építési vállalkozó, építész felesége.
- Innét származott Czeizel János (1895-1983) orvos, országgyűlési képviselő felesége.
- Innét származott Massányi Ödön (1907-1966) festő, könyvillusztrátor, a templom freskóinak festője is. Nagyanyja Valasik Mária volt.[337]
- Innét származott Blažej Beňadik szlovák régész felesége.
- Innét származnak a Tasáry plébános testvérek (Július, Elemír, Gábor).
- Innét származik Szanyi Mária (1945) néprajzkutató, pedagógus férje.
- Innét származik Marián Šťastný (1953) szlovák jégkorongozó felesége.
- Innét származik Anna Rakovská szlovák színésznő, Jakab Róbert (1976) színész felesége.
- 1855-1856 körül, illetve 1865-ben Kapronczay Ede piarista áldozópap esetenként lejárt Nyitráról a faluba keresztelni
- 1856-ban Kuzsilek Barnabás a nyitrai ferences kolostor elöljárója keresztelt a faluban
- 1897-ben Szabó Lajos nemespanni lakos örökbefogadta Ehrlich Artúrt,[338] aki később felvette a Szabó, majd a Szabó-Ferraris nevet. Szabó-Ferraris Artúr (1856-1940) zsáner- és arcképfestő volt.[339]
- Itt kaphatott birtokadományt és egyházi nemességet Krajcsovics Antal (Krajcsovich Kálmán (1843-?) bölcseleti doktor apja) és Krajcsovits János (Krajcsovits Jenő (1835[340]-?) címzetes őrnagy apja).
- Itt kapott birtokadományt és egyházi nemességet 1823-ban Rédly Károly (1791-1854) nagysallói és pozsonyi számtartó, majd esztergomi érseki főszámvevő,[341] atyja Redl Ignác Hont vármegyei sebész[342] érdemeire való tekintettel Rudnay Sándor hercegprimástól 1823. április 2-án.[343]
- Itt kapott birtokadományt és egyházi nemességet 1821-ben Deák János a mihályi Deák család tagja, s innét származtak későbbi leszármazottai.
- Számos egyházi nemesi család származott el és telepedett le a faluban, többek között: Alföldy, Babos, Bacskády, Balogh, Bartha, Bogyó, Botlik, Czibula, Csekey, Cserge, Csiffáry, Csuthy, Deák, Eskütt, Ferenczy, Hamar, Heringh, Juhász, Koron, Paczolay, Pallya, Polyák, Rácz, Szabó, Szánthó, Török, Varsányi, Vass. Innét származott el valószínűleg Nyitraivánkára a Morvay család (armális 1696).[344] Itt telepedett le a Lakits család.

## Nevezetességei

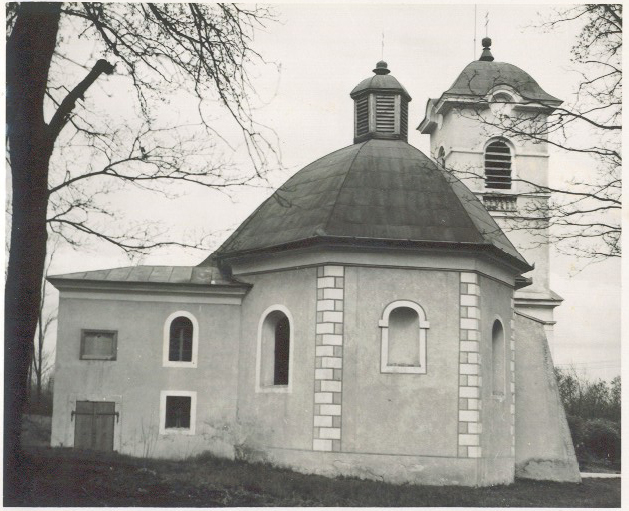
1965-ben a felújítás után
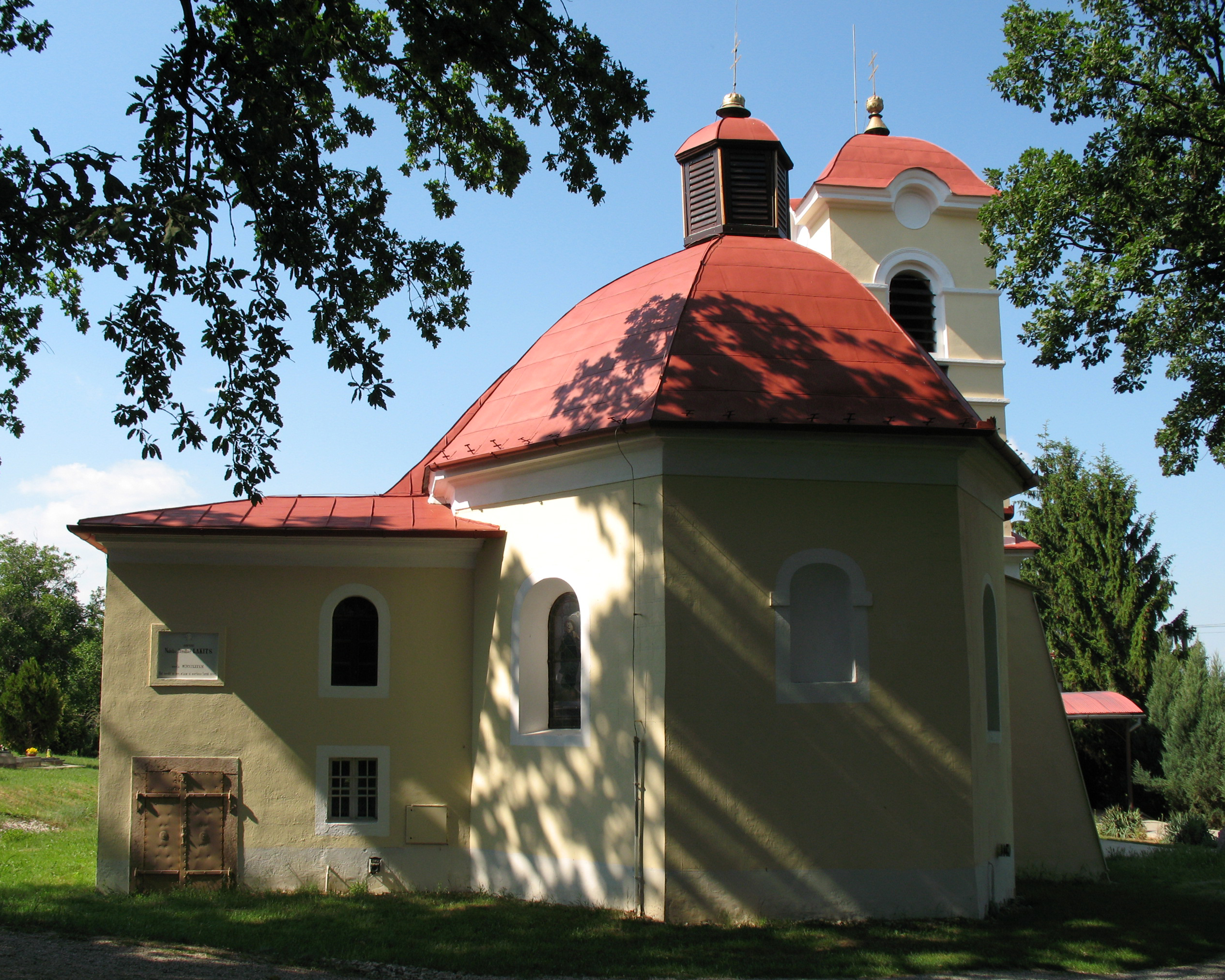
A templom oldala és kriptája
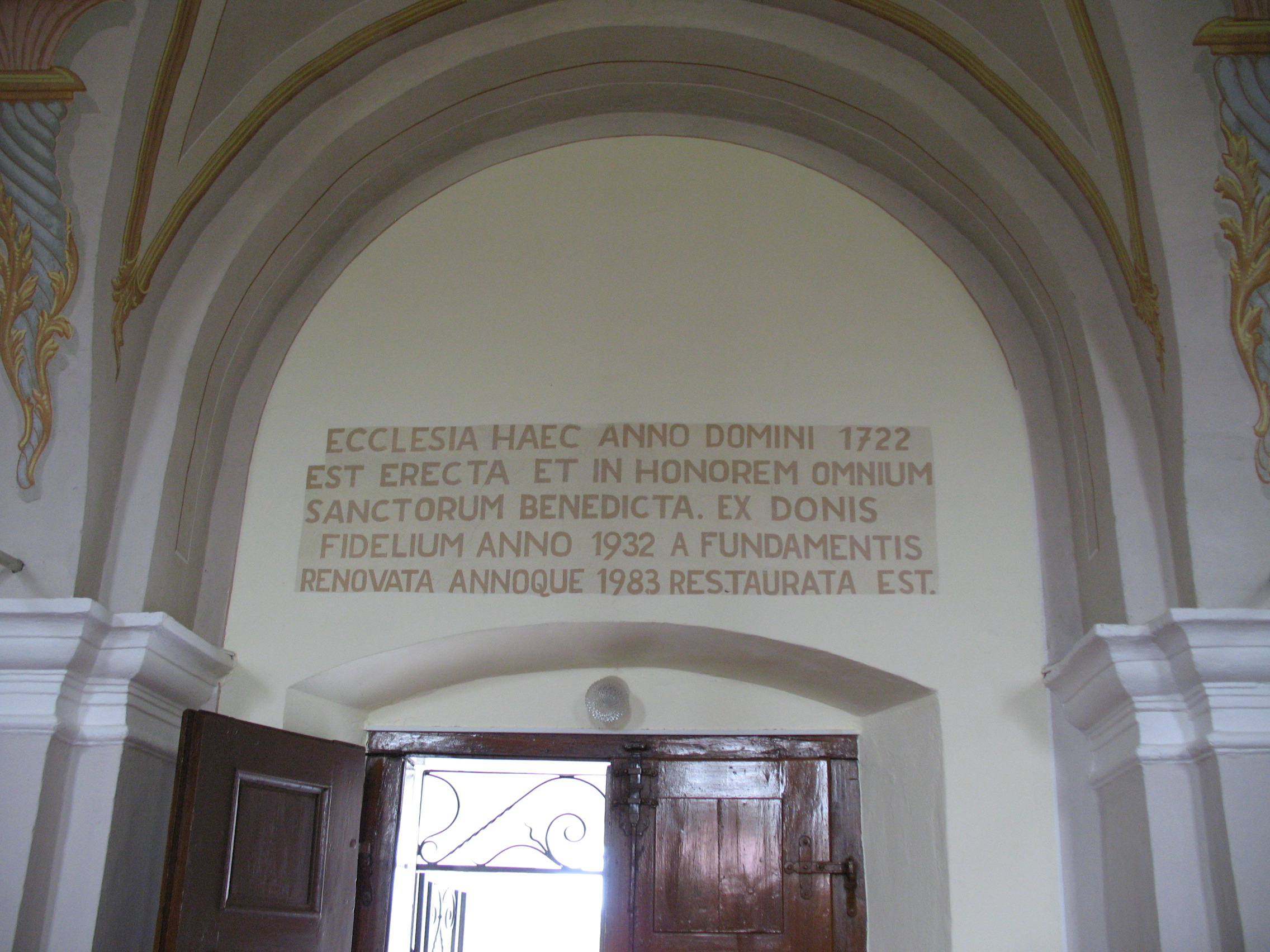
A bejárat feletti felirat
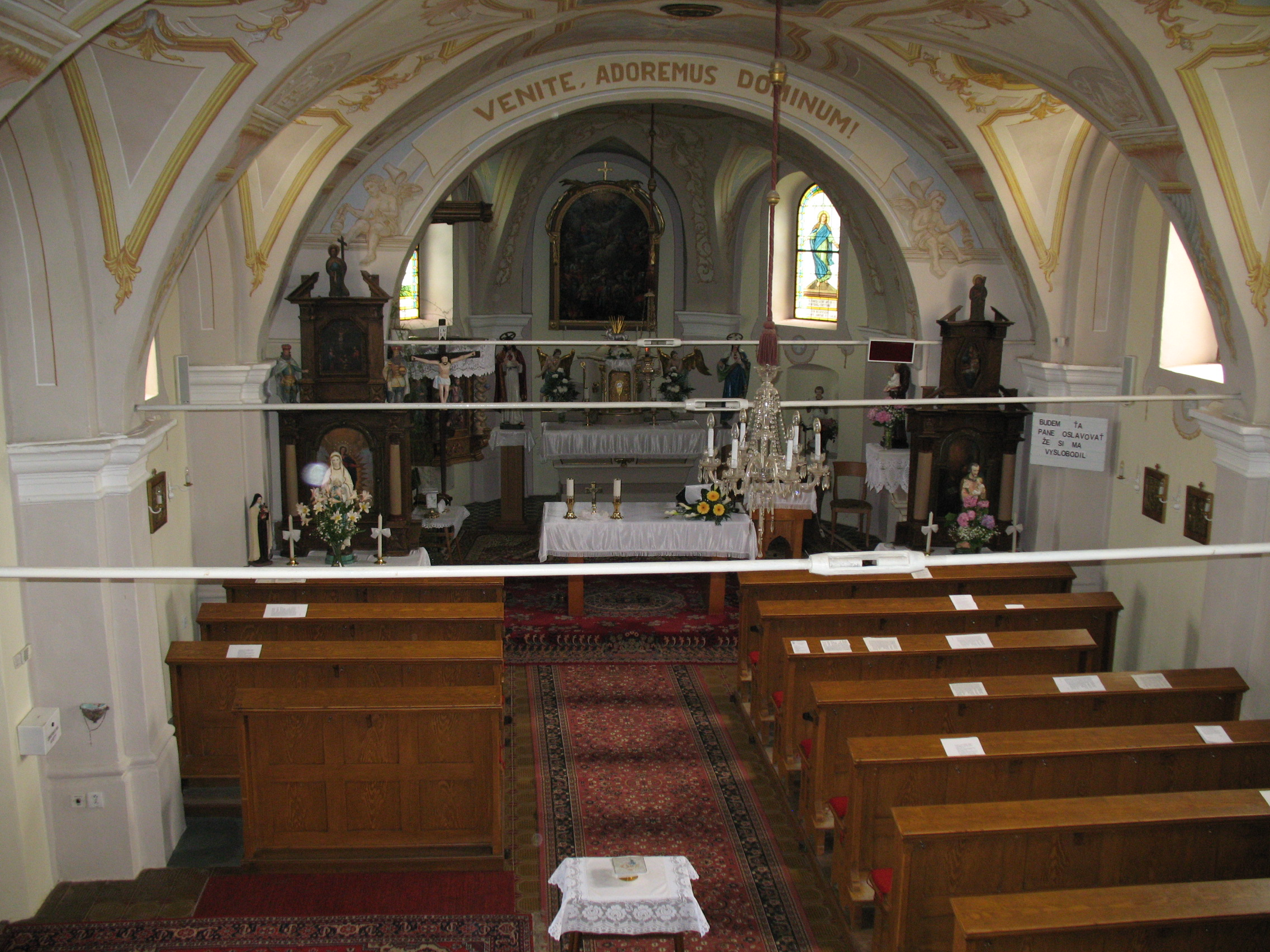
Templombelső
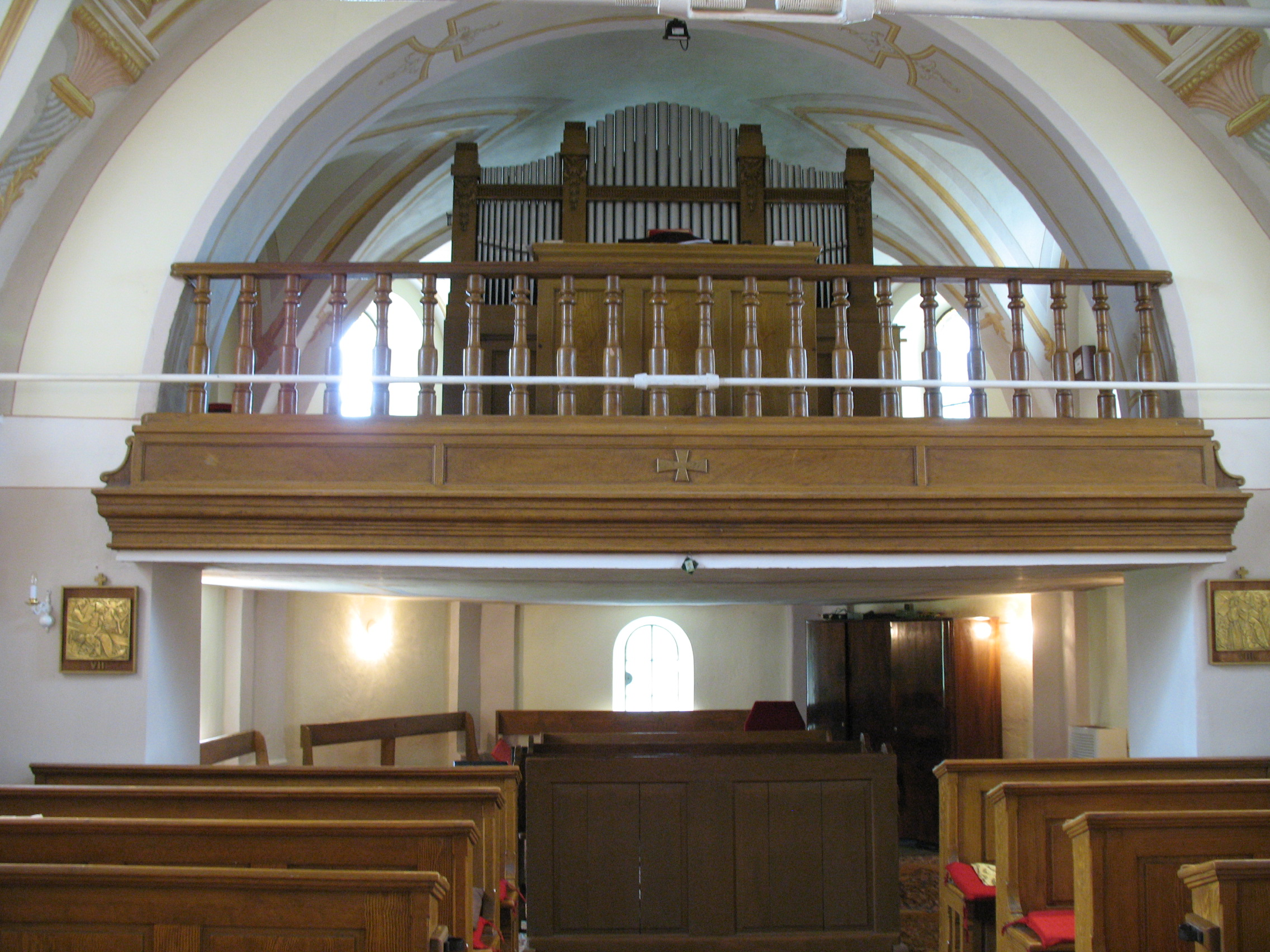
Az orgona a karzaton
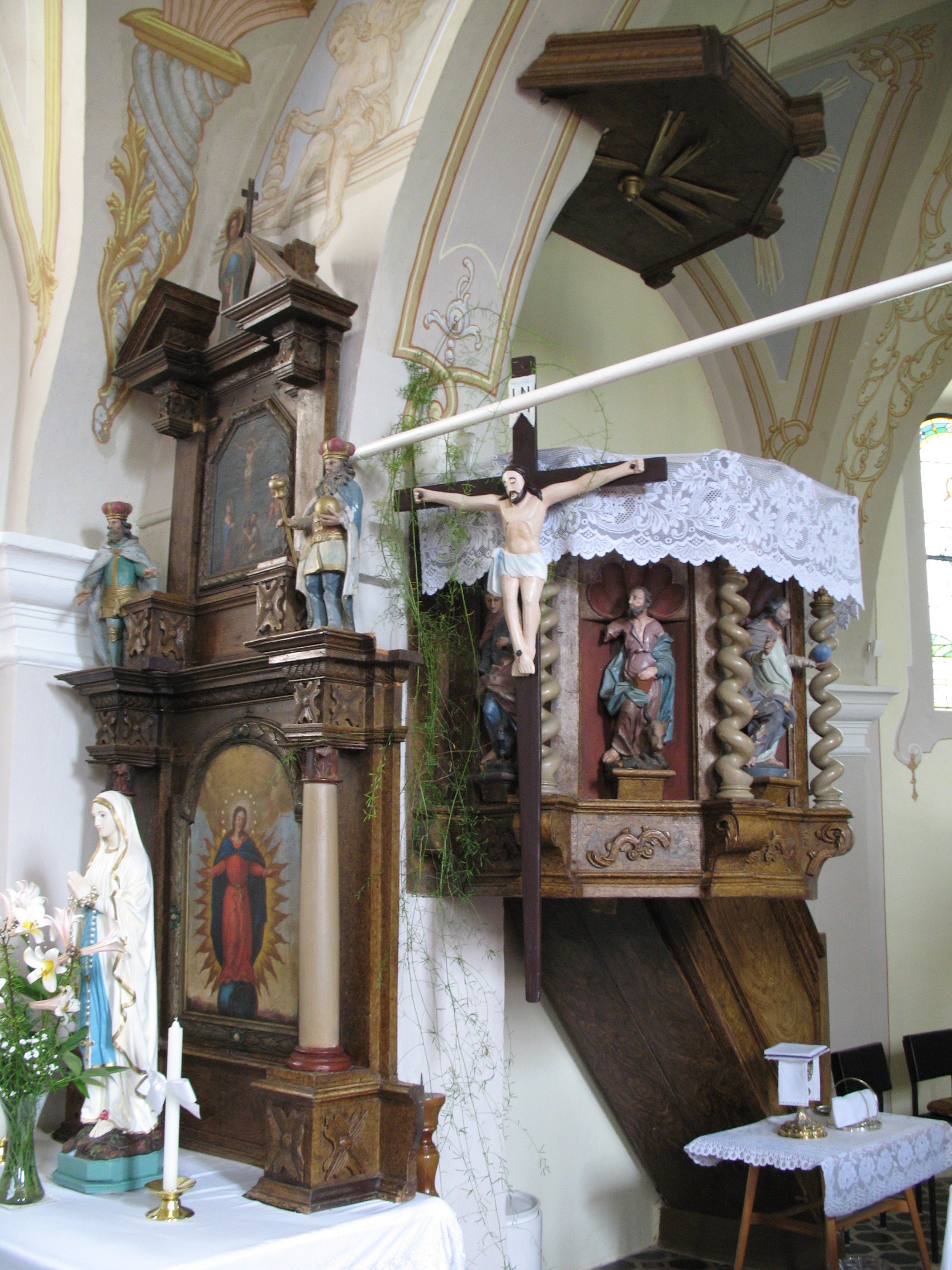
A szószék és a bal oldali mellékoltár
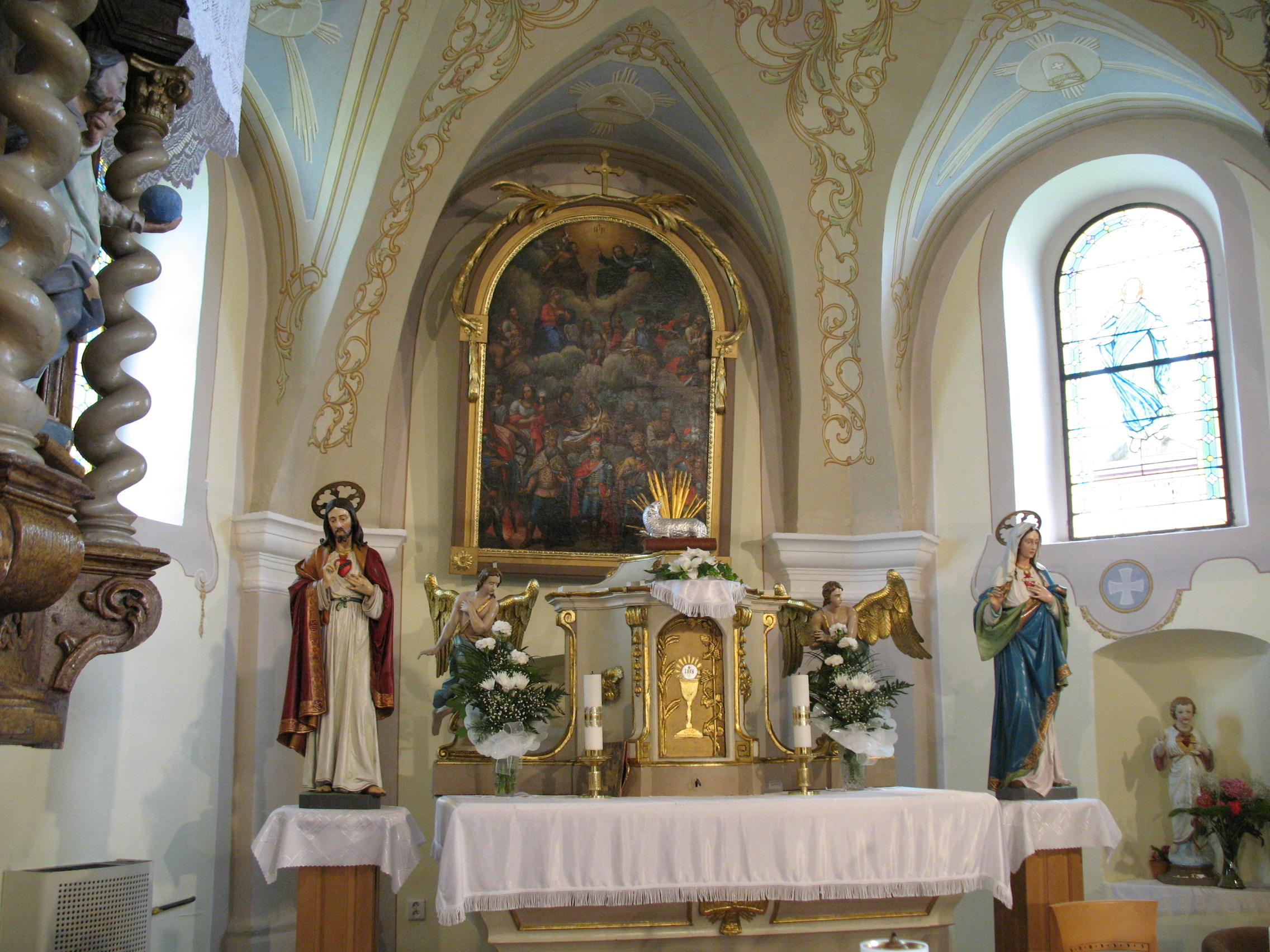
Az oltár 2009-ben
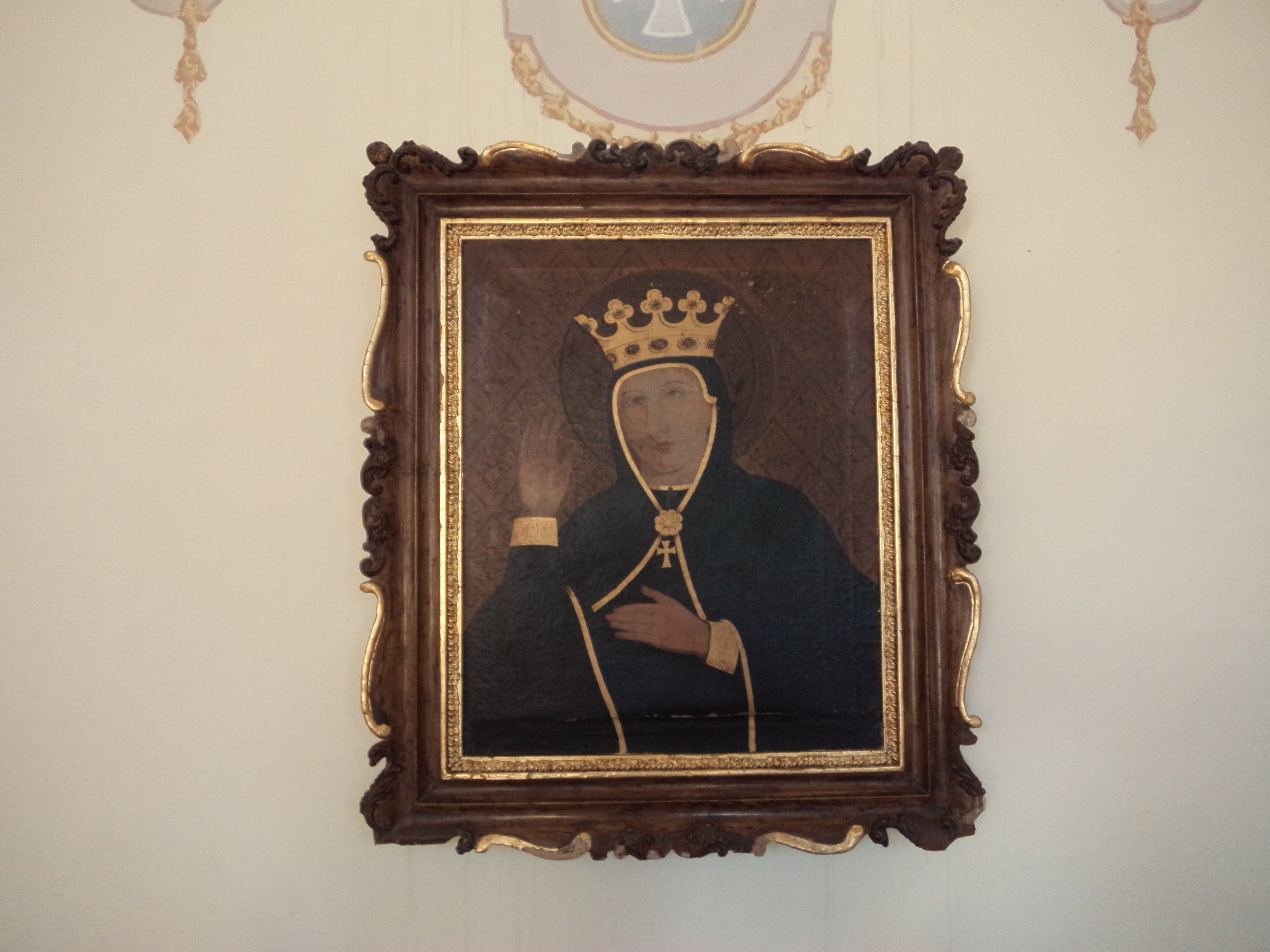
Szűzanya kegykép
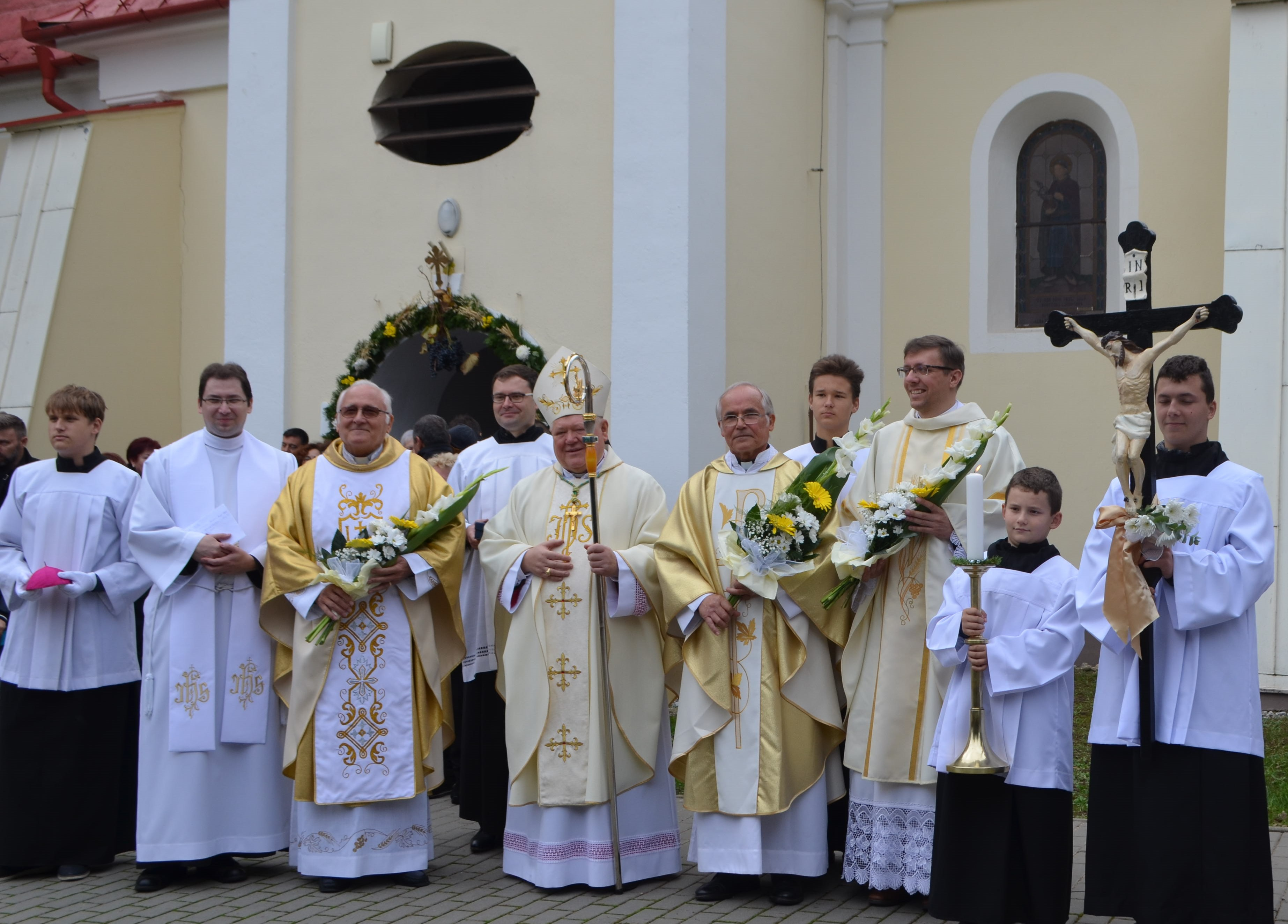
A templom építésének 300. évfordulója
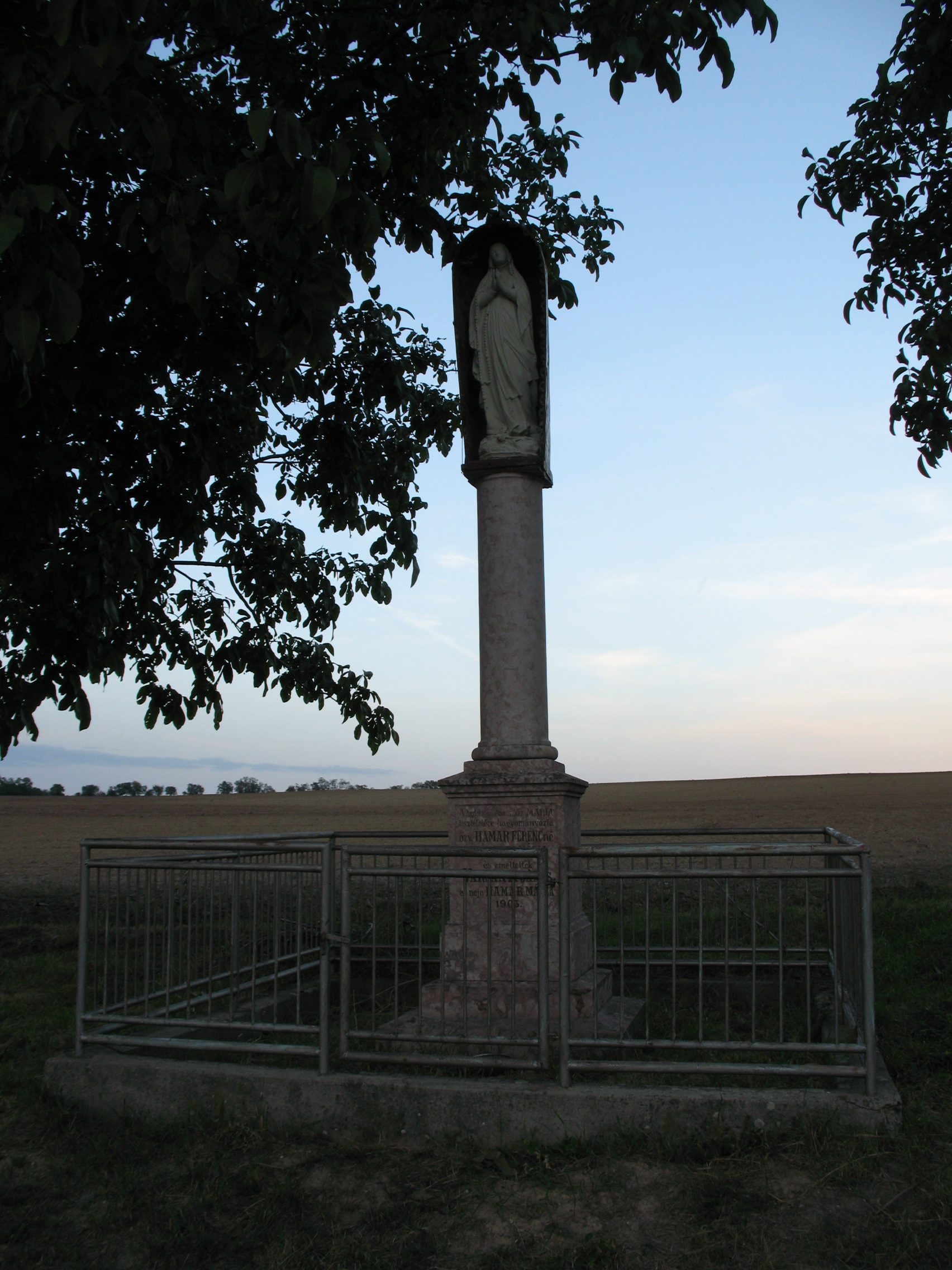
Boldogságos Szűz Mária szobra 1903-ból
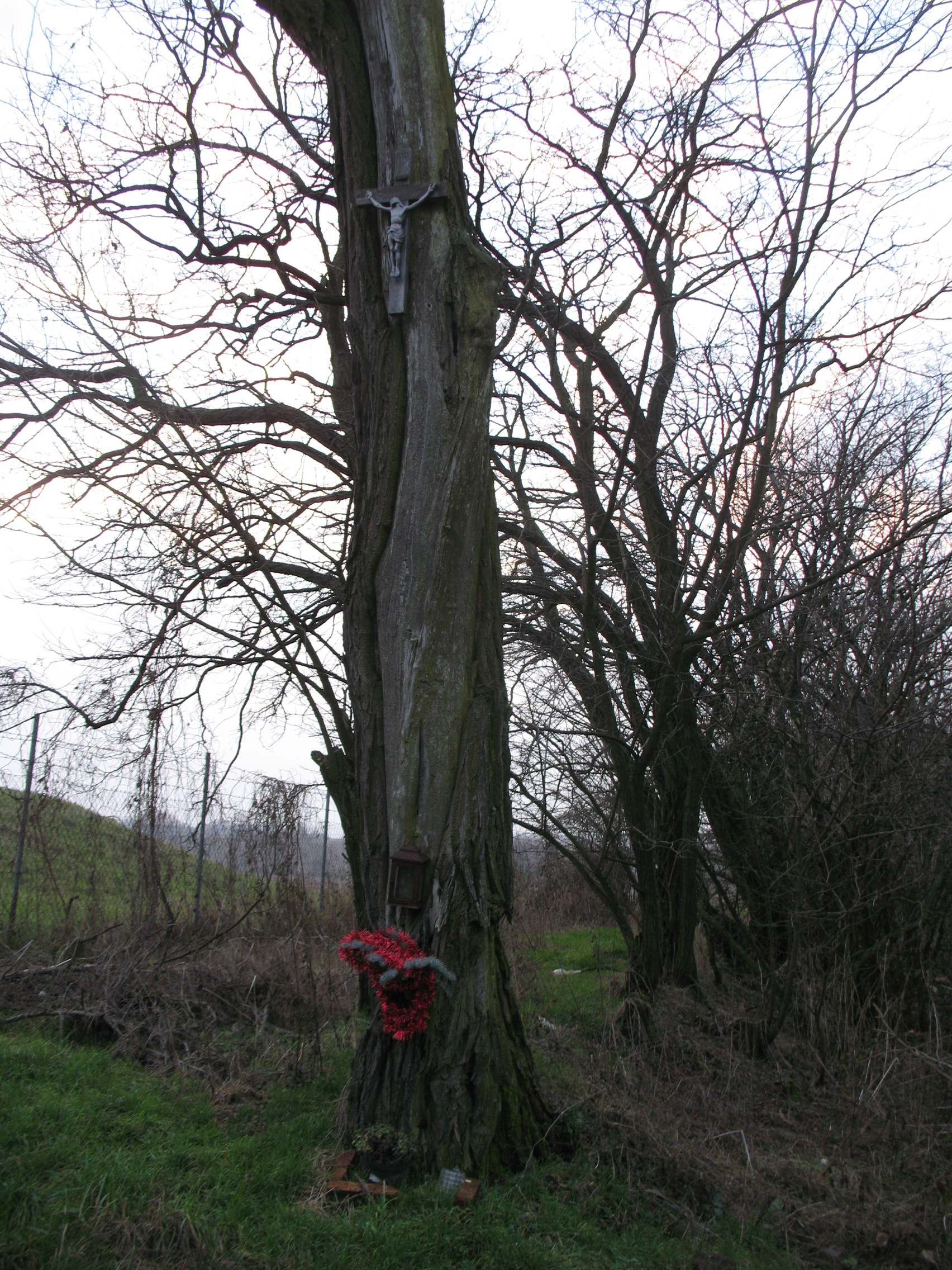
Rozsdás Krisztus
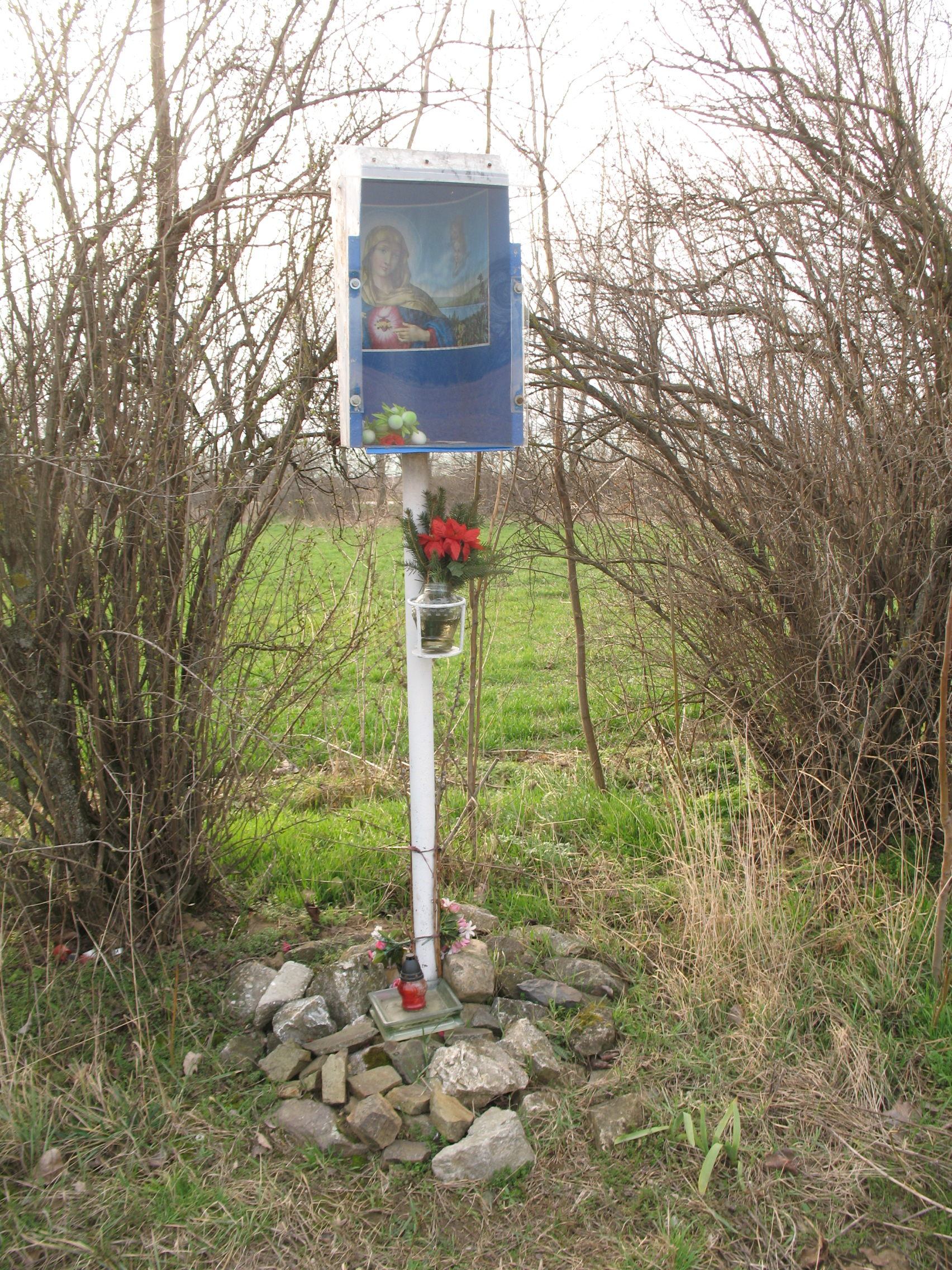
Szűz Mária
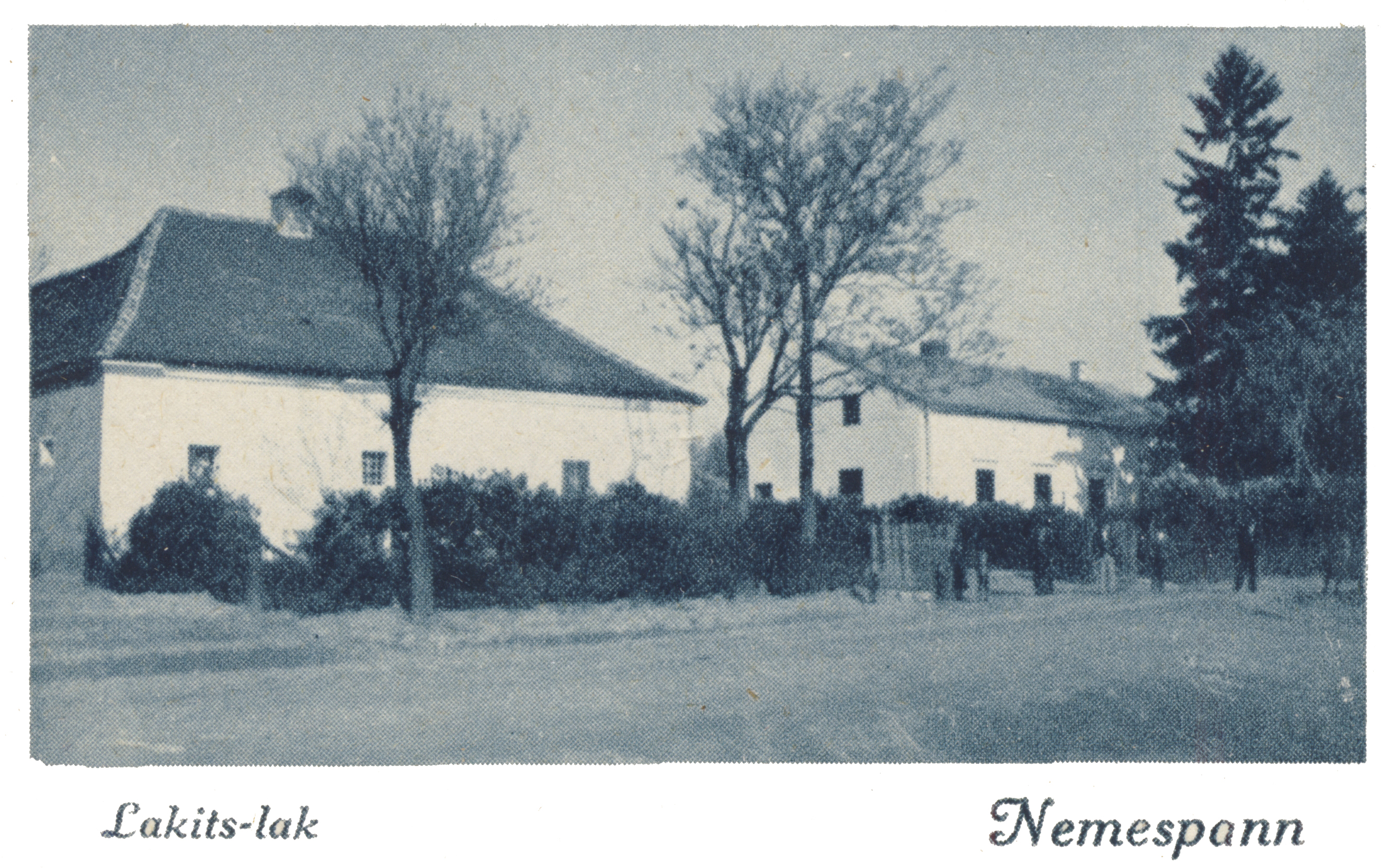
Képeslapról 1940 körül

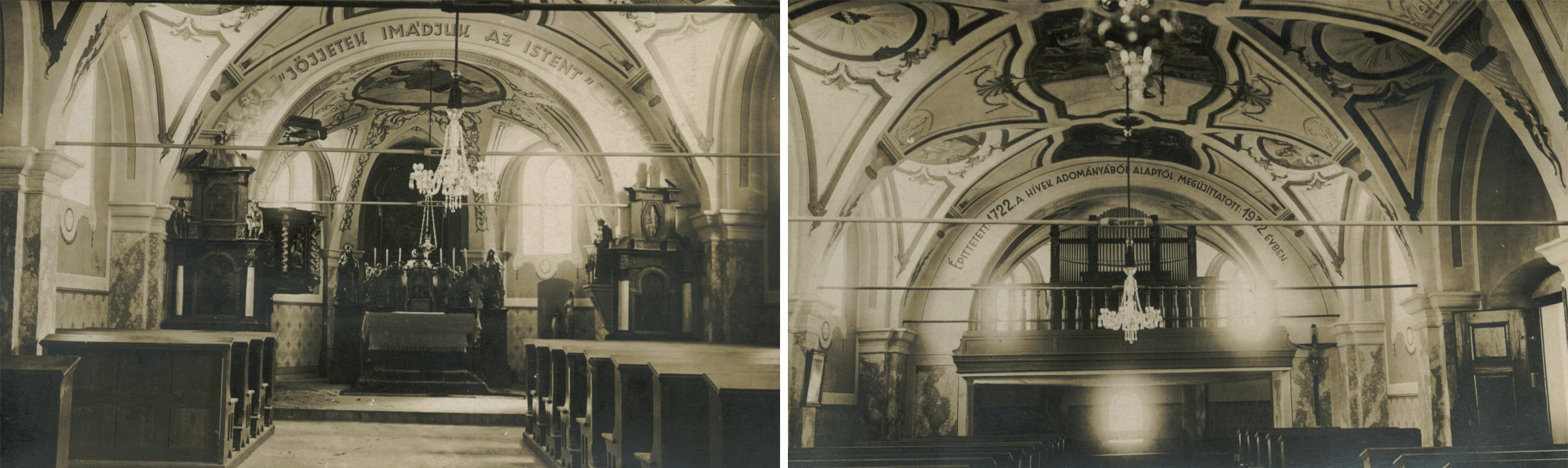
Az oltár és az orgona képe 1932-ből (Iskolatörténeti feljegyzések)

- A Mindenszentek tiszteletére szentelt római katolikus temploma 1722-ben barokk stílusban épült.[345] A hajóhoz két végén egy-egy hexagon kapcsolódik, oldalán pedig torony, melyen keresztül vezet ma a főbejárat.[346] Későbbi feljegyzések szerint először a középső kupola állhatott, majd ehhez építették hozzá a szentély és a kórus részeit.[347] Értékes fa szószéke csavart oszlopokkal és a 4 evangélista alakjával valószínűleg az építés idejéből való.[348] Keresztkútját a tudás fája díszíti, fedelén Krisztus keresztelését ábrázoló szoborcsoport klasszicista stílusban. Főoltárképét a 18. század elején festették. Mellékoltárai sem biztos, hogy ide készültek eredetileg, hiszen túlnyúlnak a számukra rendelkezésre álló téren. Feltételezhetően a 18. század 20-as éveiből valók.[349] Az állítólag a nagyszombati könnyező Szűzanya képének másolata vélhetően már 1850-ben is a templom leltárában volt.[350] Fatornyát később az 1810-es évek közepén, esetleg végén emelhették vagy javíthatták,[351] de csak 1847-ben épült falazott torony. Állítólag az újravakolások során megtalálták a korábbi bejáratot is, mely még nem a torony alatt vezetett. A templomot 1875-1876-ban és 1932-33-ban is fölújították. Az előbbi festés idővel tönkrement és az 1906-os jókői epicentrumú földrengés is erősen megrongálta a templomot. Ekkor oszlopdíszeit erős támfalakra cserélték. Az utóbbi alkalommal került ide az új Rieger (2553. sz.) orgona,[352] továbbá Massányi Ödön nyitrai festőművész és Einhoff keze által[353] új belső festést és színes üveg ablakokat kapott a szentély. Harangjait többször cserélték.[354] Az első világháborúban a nagyharangot beolvasztották, majd 1924-ben Érsekújvárban öntöttek új harangot, illetve a megrepedt kisharangot 1929-ben lecserélték újabbra és felszentelték. 1949-ben,[355] 1965-ben, 1983-ban, 1994-ben és 2006-2007-ben a templomot ismét fölújították. A templom ma nemzeti kulturális emlékként van nyilvántartva.[356] A körülötte lévő értékes 18–19. századi eredeti sírkövek az egykor itt élt családok fényét idézik. Sajnos egy részük a temetőrendezések és a halottas ház építése során eltűnt, vagy elpusztult. A templom műemléki felmérése 1960-ból származik.[357] 2022 novemberében ünnepelték az építés 300 éves évfordulóját.[358]
- 1862-ben épült Zsigárdon a Szent Orbán (1863. április 19.) kápolna. A 60-as, 70-es években a szőlősök felszámolásánál a kápolnát is elpusztították.[359]
- Nepomuki Szent János szobrának talapzatán hatágú csillag alakú mécsestartó található. A szobor állításának pontos keltezése egyelőre nem megállapítható.[360]
- A boldogságos Szűz Mária szobra Zsigárd fele, 1903-ból. A faluban több szakrális kisemlék is található, melyek részleges feldolgozása több cikkben és kiadványban is megtörtént. 2023-ban újjáépítették a Hétfájdalmú Szűzanya képoszlopát a gyarmati úton.

## Galéria
- A templom kívülről, 1932-ben (Iskolakrónika)
- A templom kívülről, az 1960-as években
- A templom kívülről, manapság
- A templom szemből
- A templom hátulról, a temető ezen részén később kezdtek el temetkezni
- A Lakits kripta bejáratának felirata[361]
- Temető
- A régi halottasház a 20. század elejéről
- Temető, emlékoszlop 1851-es felirattal a templom mögött[362]
- A temető látképe a bejárattól, előtérben a II. világháborúban elesettek emléksírjával[363]
- Csiffáry Imre bíró és családja sírja. Csiffáry szolgált az 1848-49-es szabadságharcban és hosszú ideig falubíró volt
- Galántai Balogh János Nyitra vm-i táblai esküdt és felesége sírja
- Ferenczy Károly és felesége sírja
- A temetőben több fémkerítéses sírkert is található
- A Szánthó család keresztje a temető közepének domináns pontja
- A kereszt mögé helyezett sírsor
- Gólyafészek a volt JRD területén, 2012-ben, a költési időszakban
- Használaton kívüli víztorony a falu határában
- Szakrális kisemlék a cétényi úton